# النشاط المناهض للاستغلال الجنسي للأطفال

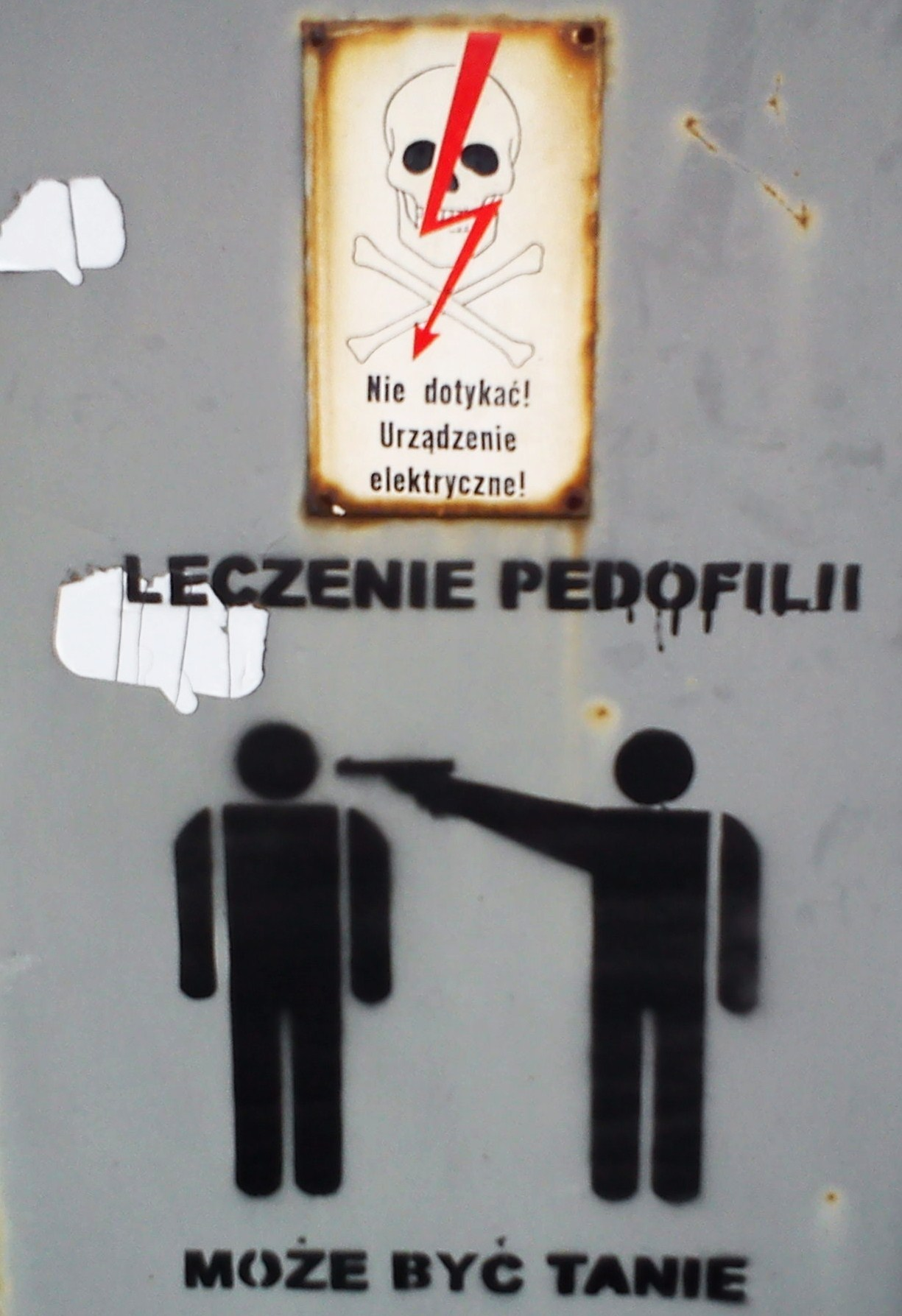
كتابة جدارية في بولندا. النص المرافق يترجم إلى: "علاج البيدوفيليا قد يكون رخيصًا."

النشاط المناهض للبيدوفيليا أو الاستغلال الجنسي للأطفال يشمل الأفعال الاجتماعية ضد البيدوفيليين. كما يتضمن أعمال اليقظة المدنية المناهضة للبيدوفيليا التي تقوم بها مجموعات اليقظة، والتي عملت بعضها جنبًا إلى جنب مع وكالات حكومية في دول مثل الولايات المتحدة وكندا والمملكة المتحدة.
تشمل الأنشطة التي تقوم بها مجموعات اليقظة المناهضة للبيدوفيليا المضايقات، بما في ذلك ضد أسر الأشخاص المتهمين بجرائم وكذلك الأشخاص الذين تم اتهامهم زورًا، والتشهير، والابتزاز، والهجمات الجسدية، حيث قُتل بعض الأشخاص أو توفوا نتيجة الانتحار بعد أن تم اتهامهم، ولهذا السبب تم إدانة هذه المجموعات على نطاق واسع من قبل وكالات إنفاذ القانون والهيئات الحكومية. في العقد 2010، تم تأسيس العديد من مجموعات اليقظة في دول مثل الولايات المتحدة والمملكة المتحدة، والعديد منها كان مستوحى من برنامج الواقع الأمريكي To Catch a Predator، وهو برنامج تلفزيوني أمريكي كان يعمل جنبًا إلى جنب مع مجموعة اليقظة Perverted-Justice حتى تم إلغاؤه بعد انتحار مساعد المدعي العام الأمريكي بيل كونرادات في عام 2007.
في روسيا، أطلق الناشط النيو-نازي ماكسيم مارتسينكيفيتش مشروع احتلال البيدوفيليا في عام 2012، والذي استهدف الرجال الذين يسعون لأنشطة جنسية مع الأولاد عبر الإنترنت، والذين كانوا يتعرضون لأنواع متعددة من التعذيب والإذلال أمام الكاميرا. في المملكة المتحدة، أطلق صحيفة التابلويد البارزة نيوز أوف ذه ورلد، التي يملكها عملاق الصحافة روبرت مردوخ، حملة مناهضة للبيدوفيليا اسم وفضح في عام 2000، والتي كانت تهدف إلى كشف الأشخاص المدانين بجرائم جنسية. أسفرت الحملة عن حدوث العديد من هجمات جماعية واعتداءات بالقنابل الحارقة في إنجلترا واسكتلندا، معظمها استهدفت أشخاصًا أبرياء تم التعرف عليهم بشكل خاطئ على أنهم مرتكبو جرائم جنسية ضد الأطفال.

## الخلفية

### القرن التاسع عشر
تتجذر المواقف المجتمعية المعاصرة تجاه البيدوفيليا في الاعتقاد بأن الطفولة هي مرحلة من مراحل نمو الإنسان تتسم بخصائص البراءة والضعف، وكذلك في الفكرة القائلة بأن البيدوفيليا تشكل نوعًا من "الانحراف". تم تصور كلا المفهومين في القرن التاسع عشر، مع تطوير الثاني من قبل مجال الطب النفسي في وقت كان يسعى فيه لتصنيف الجنسانية البشرية طبيًا وتطوير التدخلات النفسية ضمن الآلية القانونية. في هذا الإطار، تم اعتبار البيدوفيليين "مجرمين مسبقين"، حيث تم تصنيف سماتهم الجوهرية على أنها خطيرة بدلاً من أفعالهم.

### السبعينات إلى الألفينات
لم يُنظر إلى البيدوفيليا كقضية مجتمعية واسعة الانتشار قبل السبعينات، وكان المصطلح حتى ذلك الحين يقتصر إلى حد كبير على المناقشات الأكاديمية، رغم أن "البيدرست" الذكور كانوا في بعض الأحيان محور القلق العام. خلال السبعينات، بدأ المفكرون النسويون في توسيع موضوع إساءة معاملة الأطفال جنسيًا، وبدأ التغطية الإعلامية للبيدوفيليا في الزيادة في ظل القلق المجتمعي بشأن الإباحية الأطفال والمثلية الجنسية.

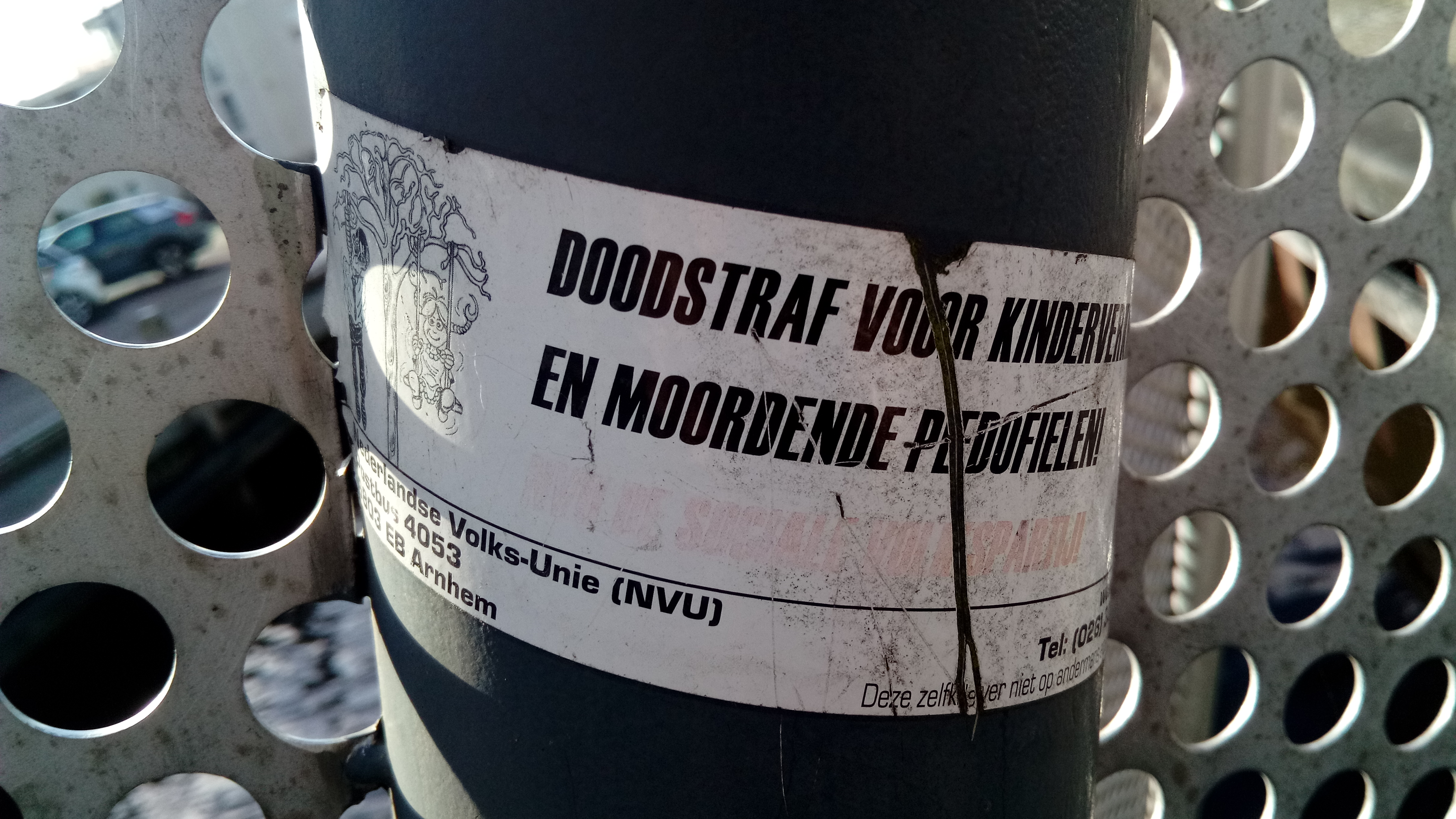
ملصق NVU في هولندا يطالب بعقوبة الإعدام لـ"مغتصبي الأطفال والبيدوفيليين القتلة" (2020)

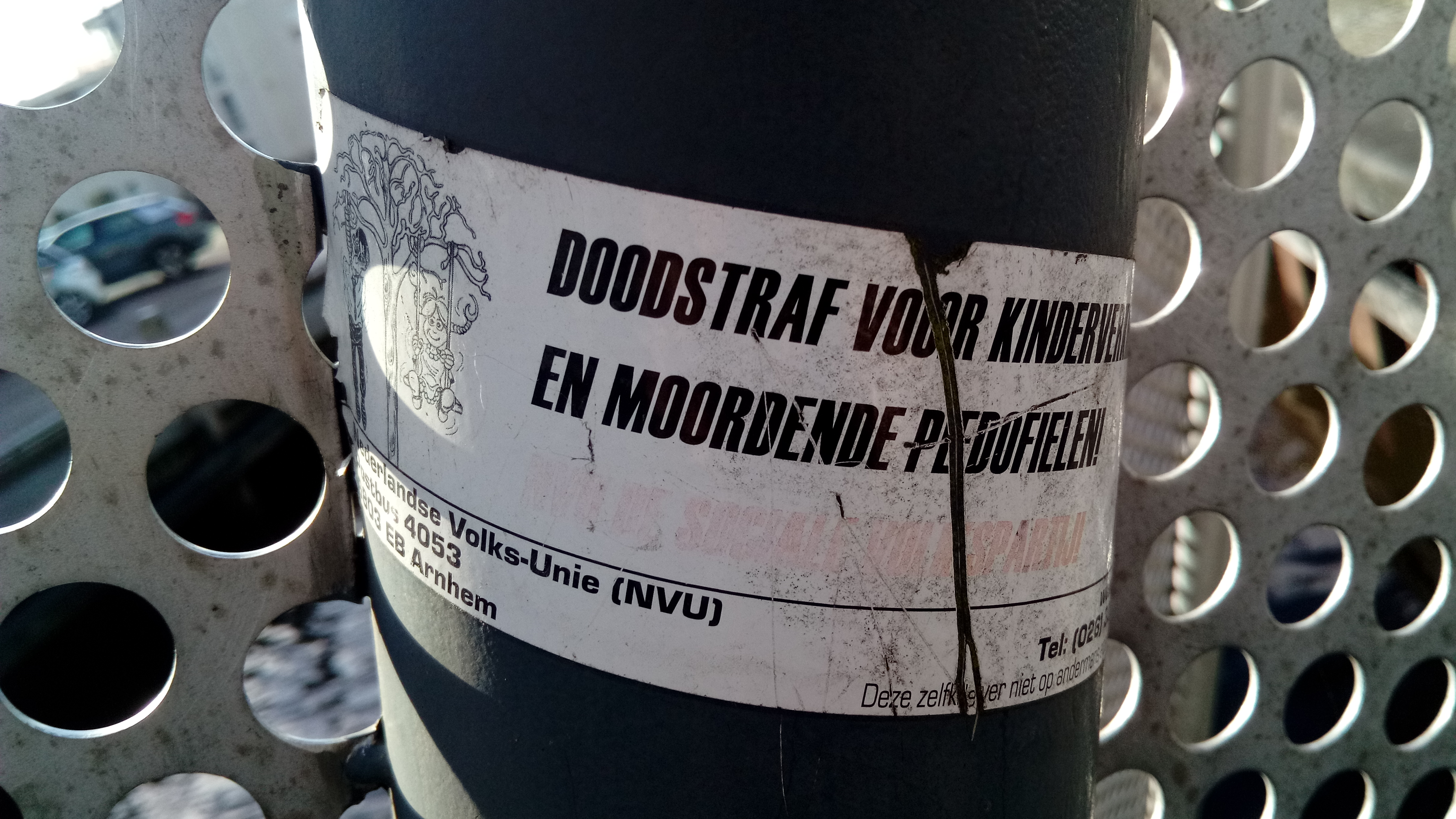
ملصق NVU في هولندا يطالب بعقوبة الإعدام لـ"مغتصبي الأطفال والبيدوفيليين القتلة" (2020)

خلال السبعينات، بدأت المواقف العامة تجاه إساءة معاملة الأطفال جنسيًا في التحول، حيث بدأت مبادئ إدارة المخاطر والعقاب ضد الجناة تأخذ الأولوية على التأهيل. وقد لوحظ هذا التحول أيضًا في مجال علم العقوبات بشكل عام. بدءًا من الثمانينات، بدأ الإعلام في تصوير البيدوفيليين كأشخاص أكثر عنفًا، مع ربطهم بشبكات الاعتداء الجنسي والاعتداءات والقتل التي ربطتها وسائل الإعلام الشعبية.
في روسيا، أطلق الناشط النيو-نازي ماكسيم مارتسينكيفيتش مشروع احتلال البيدوفيليا في عام 2012، والذي استهدف الرجال الذين يسعون لأنشطة جنسية مع الأولاد عبر الإنترنت، والذين كانوا يتعرضون لأنواع متعددة من التعذيب والإذلال أمام الكاميرا. في المملكة المتحدة، أطلق صحيفة التابلويد البارزة نيوز أوف ذه ورلد، التي يملكها عملاق الصحافة روبرت مردوخ، حملة مناهضة للبيدوفيليا اسم وفضح في عام 2000، والتي كانت تهدف إلى كشف الأشخاص المدانين بجرائم جنسية. أسفرت الحملة عن حدوث العديد من هجمات جماعية واعتداءات بالقنابل الحارقة في إنجلترا واسكتلندا، معظمها استهدفت أشخاصًا أبرياء تم التعرف عليهم بشكل خاطئ على أنهم مرتكبو جرائم جنسية ضد الأطفال.

## الخلفية

### القرن التاسع عشر
تتجذر المواقف المجتمعية المعاصرة تجاه البيدوفيليا في الاعتقاد بأن الطفولة هي مرحلة من مراحل نمو الإنسان تتسم بخصائص البراءة والضعف، وكذلك في الفكرة القائلة بأن البيدوفيليا تشكل نوعًا من "الانحراف". تم تصور كلا المفهومين في القرن التاسع عشر، مع تطوير الثاني من قبل مجال الطب النفسي في وقت كان يسعى فيه لتصنيف الجنسانية البشرية طبيًا وتطوير التدخلات النفسية ضمن الآلية القانونية. في هذا الإطار، تم اعتبار البيدوفيليين "مجرمين مسبقين"، حيث تم تصنيف سماتهم الجوهرية على أنها خطيرة بدلاً من أفعالهم.

### السبعينات إلى الألفينات
لم يُنظر إلى البيدوفيليا كقضية مجتمعية واسعة الانتشار قبل السبعينات، وكان المصطلح حتى ذلك الحين يقتصر إلى حد كبير على المناقشات الأكاديمية، رغم أن "البيدرست" الذكور كانوا في بعض الأحيان محور القلق العام. خلال السبعينات، بدأ المفكرون النسويون في توسيع موضوع إساءة معاملة الأطفال جنسيًا، وبدأ التغطية الإعلامية للبيدوفيليا في الزيادة في ظل القلق المجتمعي بشأن الإباحية الأطفال والمثلية الجنسية.
خلال السبعينات، بدأت المواقف العامة تجاه إساءة معاملة الأطفال جنسيًا في التحول، حيث بدأت مبادئ إدارة المخاطر والعقاب ضد الجناة تأخذ الأولوية على التأهيل. وقد لوحظ هذا التحول أيضًا في مجال علم العقوبات بشكل عام. بدءًا من الثمانينات، بدأ الإعلام في تصوير البيدوفيليين كأشخاص أكثر عنفًا، مع ربطهم بشبكات الاعتداء الجنسي والاعتداءات والقتل التي ربطتها وسائل الإعلام الشعبية.

### 2000s–الحاضر
مع انتشار الإنترنت، ظهرت العديد من مجموعات اليقظة المضادة للبيدوفيليا التي تسعى إلى مكافحة جرائم الاعتداء الجنسي على الأطفال. استخدمت هذه المجموعات أدوات التكنولوجيا للمشاركة في حملات للفضح والإفشاء بهدف تحقيق تأثيرات تشمل الردع، والعقاب، والتغيير المنهجي. أسفرت أعمال اليقظة الشعبية عن فقدان بعض الأفراد الذين تم اتهامهم بارتكاب جرائم جنسية للحياة، وكذلك الإذلال والصدمات النفسية التي تعرضت لها عائلات هؤلاء الأفراد.

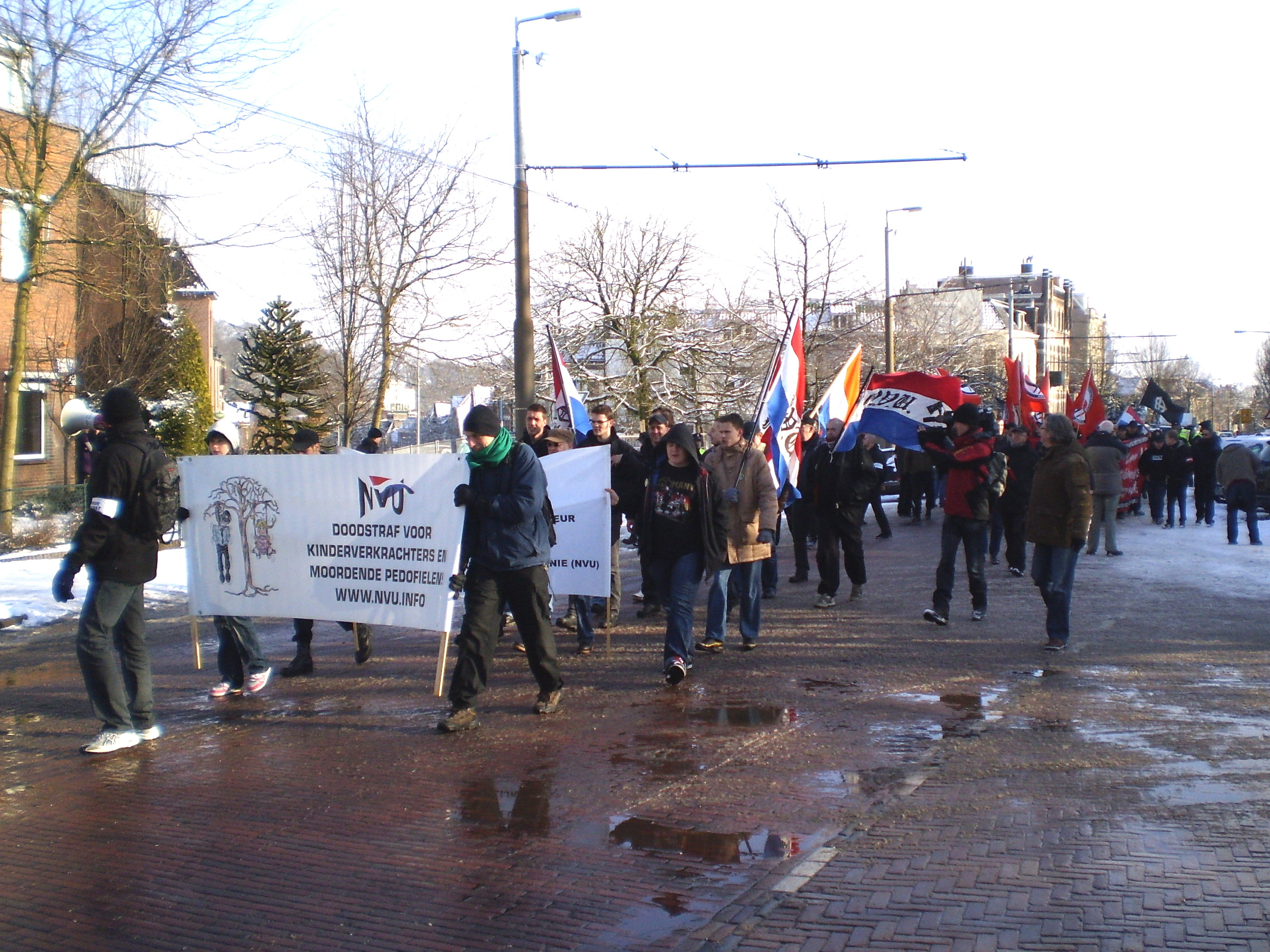
تظاهرة لنقابة الشعب الهولندية في أرنهيم 2010، داعية إلى عقوبة الإعدام للمغتصبين الأطفال والبيدوفيليين القتلة

لقد تم استقبال اليقظة الشعبية ضد البيدوفيليين بشكل إيجابي عمومًا بين الجمهور العام، ولكن تم إدانهها على نطاق واسع من قبل موظفي إنفاذ القانون. تُعد البيدوفيليا واحدة من أكثر الحالات النفسية التي يتم رفضها. أظهرت استبانة ألمانية أن 14% من المشاركين اعتقدوا أن الأشخاص الذين يعانون من البيدوفيليا يجب أن يكونوا أفضل حالًا لو كانوا قد ماتوا حتى وإن لم يرتكبوا أي جريمة، وأظهرت استبانة أخرى ناطقة بالإنجليزية أن 27% من المشاركين وافقوا على نفس الفكرة.
على الرغم من أن وسائل الإعلام غالبًا ما وصفت مرتكبي الجرائم الجنسية ضد الأطفال بأنهم "بيدوفيليين"، إلا أن البيدوفيليا هي مفهوم مختلف عن الاعتداء الجنسي على الأطفال. وصف جنكينز مفهوم "البيدوفيلي" بأنه بناء اجتماعي مرن تم تمثيله بطرق مختلفة في أوقات مختلفة، وذلك وفقًا للحكمة المهنية المتعارف عليها والأفكار المتداولة عبر وسائل الإعلام والثقافة الشعبية. كتب الأكاديمي تيري توماس أن "البيدوفيلي"، الذي أصبح "شخصية الكراهية في عصرنا"، يشغل قلب "الشيطانية العلمانية".

## التاريخ

### في الولايات المتحدة

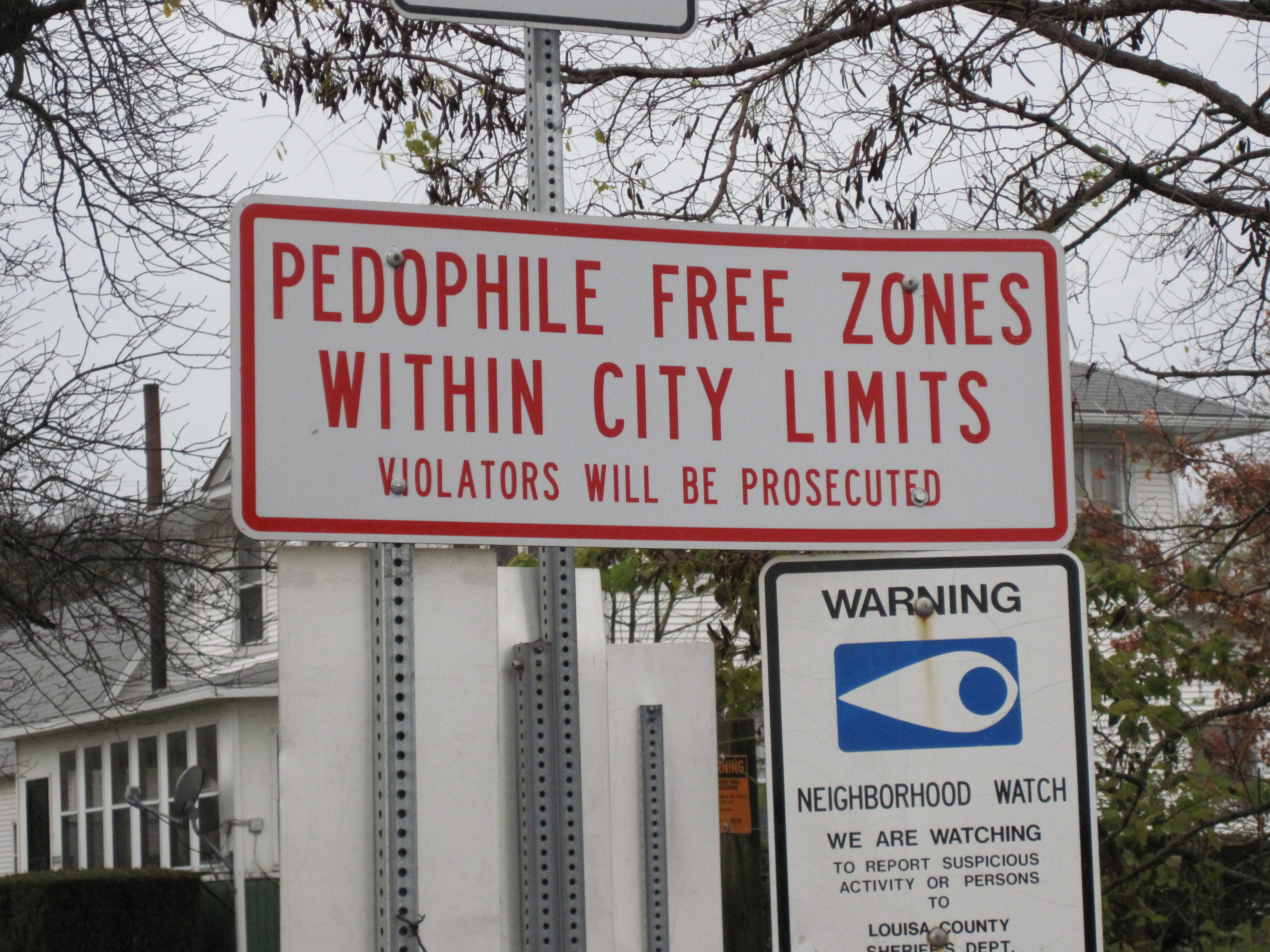
لافتة ضد البيدوفيليا تم وضعها بعد تنفيذ قانون ميغان في آيوا

تم تأسيس قوانين تسجيل مرتكبي الجرائم الجنسية في الولايات المتحدة وإشعارهم في التسعينيات في معظم الولايات، وقد تم ربط هذه القوانين بشكل مباشر بأعمال اليقظة ضد الأشخاص المتهمين بالبيدوفيليا والمسجلين في هذه القوانين، بما في ذلك المضايقات والهجمات التي تهدد الحياة.
في عام 1993، قامت حشود في واشنطن العاصمة بحرق منزل مرتكب جريمة جنسية بعد أن وزع عمدة المنطقة منشورات تحتوي على رسالة وصفته فيها بأنه يمتلك "خيالات جنسية سادية ومنحرفة تشمل التعذيب والاعتداء الجنسي، والتضحية بالبشر، والربط، وقتل الأطفال الصغار". في سبتمبر 1999، تعرض لاجئ فيتنامي معاق ذهنيا للضرب من قبل مجموعة مكونة من أربعة أشخاص يقظين، الذين أخطأوا في التعرف عليه على أنه بيدوفيلي من المسجلين، بعد أن شوهد وهو يلعب مع أطفال الجيران. تم الإبلاغ عن مئات الحوادث الأخرى لليقظة التي تسببت فيها قوانين الإشعار، بما في ذلك حالات تعرض فيها أفراد تم التعرف عليهم بشكل خاطئ للهجوم من قبل اليقظين.

#### لإلقاء القبض على المتحرش (To Catch a Predator)

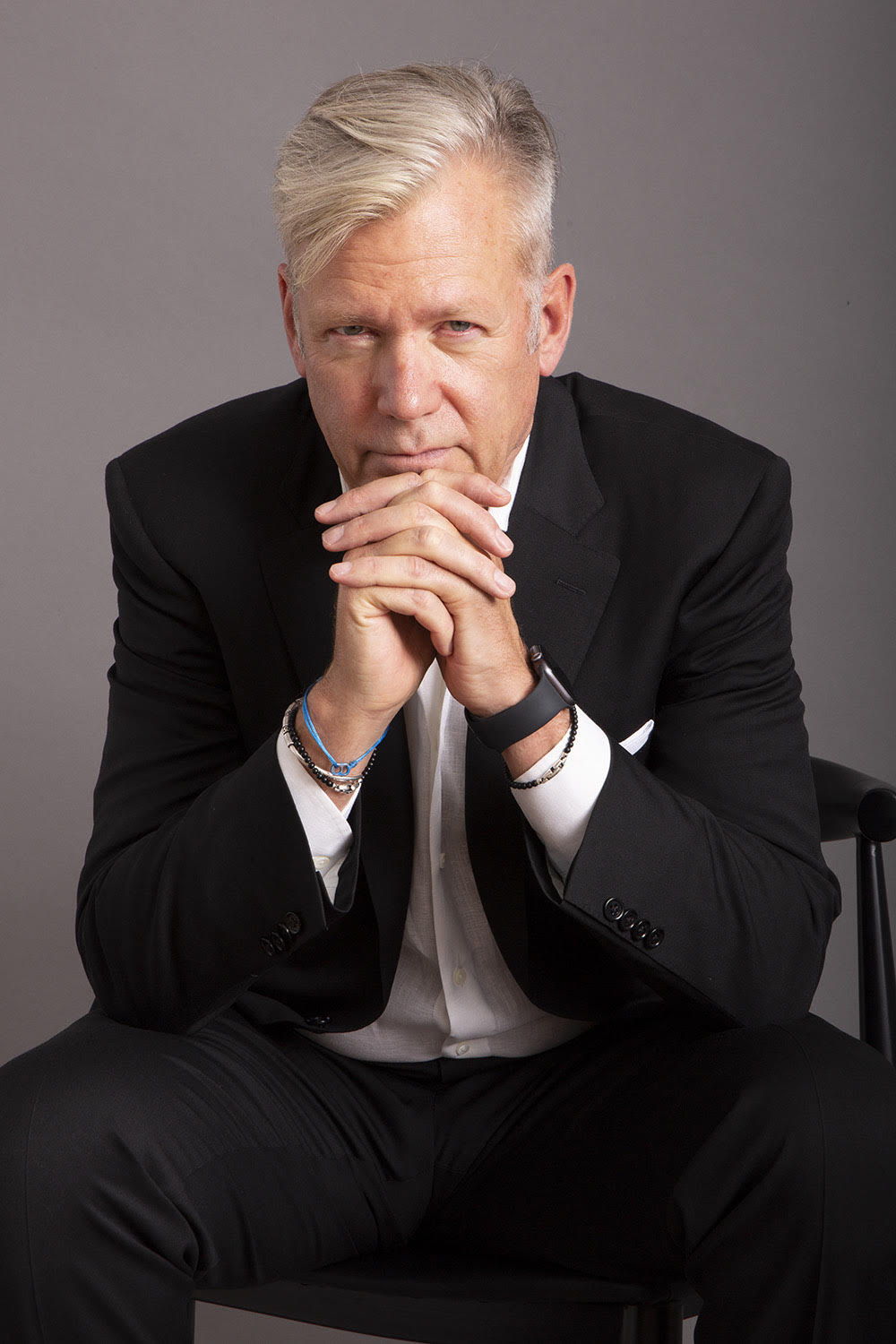
هانسن في عام 2021

في عام 2004، تم إطلاق برنامج تلفزيوني واقعي بعنوان To Catch a Predator على داتلاين NBC. عرض البرنامج عمليات فخ، تم تنظيمها بالتعاون مع مجموعة اليقظة Perverted Justice ووكالات إنفاذ القانون، حيث يتم جذب رجال كانوا يسعون لإقامة علاقات جنسية مع قاصرين عبر الإنترنت إلى منزل مليء بالكاميرات الخفية، حيث يتم طرح أسئلة محرجة عليهم من قبل مقدم البرنامج كريس هانسن قبل أن يتم القبض عليهم من قبل الشرطة.
صرح أستاذ التاريخ في جامعة ولاية فلوريدا بول رينفرو بأن برنامج To Catch a Predator "شكل كيفية تفكير الناس في العنف الجنسي بطرق لم نتعامل معها بالكامل"، حيث يصور الغرباء كتهديد، بينما في الواقع كانت معظم حالات الاعتداء الجنسي على الأطفال تشمل شخصًا معروفًا للطفل. ساعد البرنامج في تمرير قانون آدم والش لحماية الأطفال والسلامة في عام 2006، الذي جعل قوائم مرتكبي الجرائم الجنسية قابلة للبحث علنًا. هناك القليل من الأدلة على أن مثل هذه القوائم فعالة في ردع الجريمة.
وصف هانسن برنامج To Catch a Predator بأنه شكل من أشكال الصحافة الموازية. وأفادت مارشا بارتيل، المنتجة السابقة لبرنامج داتلاين، في دعوى قضائية عام 2007 بأن المنظمة "تدفع أو تعوض موظفي إنفاذ القانون، وتبادل خدمات الفيديو مقابل المعلومات والمداهمات المسرحية، وتوفر تدفقات الفيديو بشكل غير قانوني للمدعين العامين". انتقد معهد بويتر البرنامج لافتقاره إلى الصحافة الأخلاقية، قائلًا إنه "لم يعد تحقيقًا موازيا عندما يعتمد الشرطة قراراتهم باستدعاء وحدة النخبة على ملاحظات الصحفيين".

##### انتحار بيل كونراد والدعوى القضائية
في عام 2006، تم اتهام بيل كونراد، مساعد المدعي العام المقيم في دالاس، تكساس، بأنه تفاعل مع شخص اعتقد أنه فتى قاصر، بما في ذلك التواصل عبر الهاتف وإرسال صور فاضحة. توقف كونراد في النهاية عن التواصل ولم يحاول لقاء هذا الشخص المتخفي. لذا جاء برنامج داتلاين ووكالات إنفاذ القانون إلى منزل كونراد لاعتقاله. قامت الشرطة بكسر الباب، وعند مواجهته، أطلق كونراد النار على نفسه ليموت. أدى موت كونراد إلى امتناع المدعي العام عن توجيه تهم ضد أي من المشتبه فيهم الآخرين في داتلاين، مستشهداً بفشل الهواة في تقديم الأدلة وكذلك تأثيرهم غير المبرر على إنفاذ القانون. توقف برنامج داتلاين عن عرض المزيد من القصص في برنامج لإلقاء القبض على Predator. في يوليو 2007، رفعت شقيقة كونراد دعوى قضائية عن الوفاة غير المشروعة ضد إن بي سي العالمية والتي تم تسويتها بمبلغ 105 مليون دولار أمريكي في يونيو 2008.

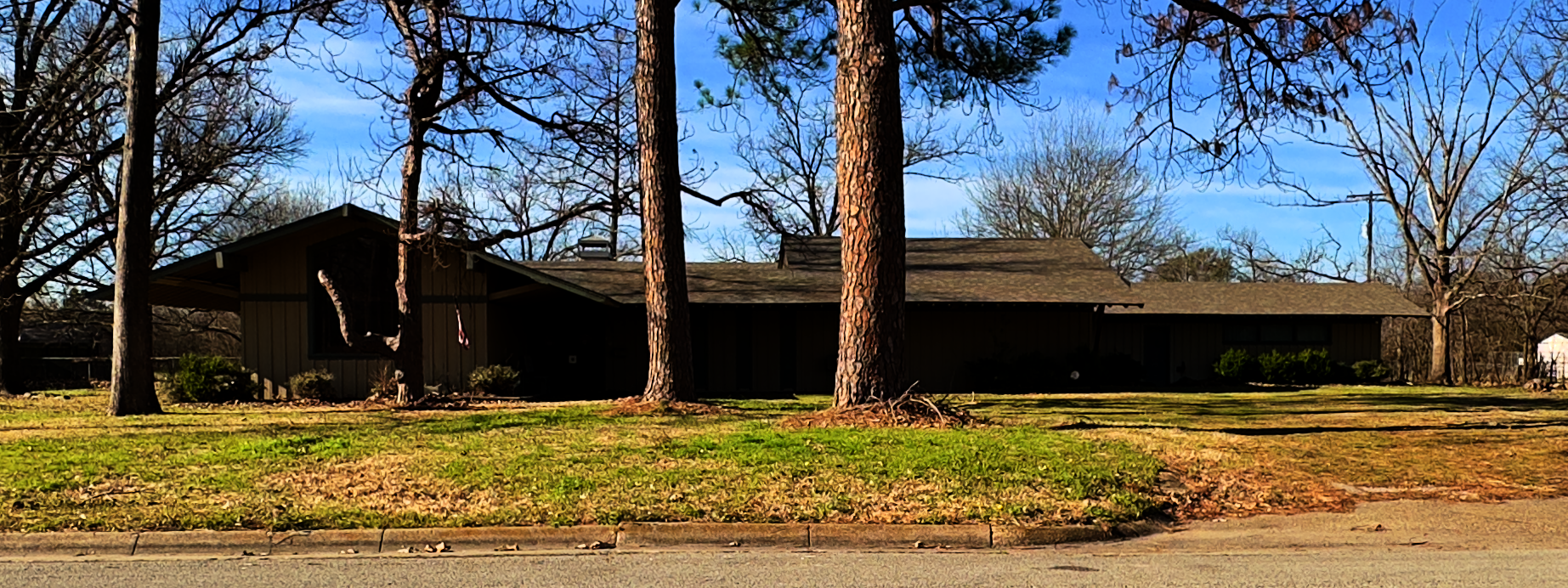
المنزل الذي وقع فيه انتحار كونراد (2023)

صرح القاضي الفيدرالي الذي ترأس القضية بأن عمليات برنامج لإلقاء القبض على Predator خلقت "خطرًا كبيرًا على الانتحار"، وأن البرنامج استخدم "أساليب كانت غير ضرورية وغير حكيمة، فقط لإنتاج لقطات درامية أكثر للعرض التلفزيوني". كما وصف القاضي سلوك البرنامج بأنه "مروع ومتطرف لدرجة أنه لا ينبغي لأي مجتمع حضاري أن يتحمل ذلك".

#### اليقظة

##### اليقظة عبر الإنترنت
بعد إلغاء برنامج لإلقاء القبض على Predator في عام 2007 وانتشار نظريات المؤامرة حول "التجنيد" وتهريب الأطفال عبر الإنترنت، تم تأسيس العديد من مجموعات اليقظة في الولايات المتحدة. حددت إن بي سي نيوز 30 مجموعة في عام 2019، وأظهرت أبحاث لاحقة من صحيفة واشنطن بوست 160 مجموعة. وأفاد تحقيق أجراه يو إس إيه توداي في عام 2024 بأن هذه المجموعات قد عملت في حوالي ثلاثة أرباع الولايات المتحدة.
تتضمن الإجراءات النموذجية لمجموعات اليقظة ضد البيدوفيليا التظاهر كقاصر على وسائل التواصل الاجتماعي لجذب شخص بالغ إلى مواجهة حقيقية، حيث يتم استجوابه من قبل اليقظين. وغالبًا ما تتضمن هذه الاستجوابات تبادلًا حادًا، انتهى بعضها إلى مشاجرات وتهديدات. وعندما لا يظهر الشخص المستهدف أسفًا كافيًا، يهدد اليقظون عادة بالاتصال بزوجته أو أصحاب عمله. إذا حاول الشخص الهروب، يتبعونه إلى منازلهم.
قال أستاذ الجريمة الثقافية في جامعة وينيبيغ، ستيفن كوهم، في عام 2019، إن مجموعات اليقظة ضد البيدوفيليا سعت إلى استعادة الطبيعة العاطفية والعقابية والمشاركة التي كان عليها النظام القضائي الأمريكي قبل 100 عام. وأوضح أن شعورهم بعدم الثقة في السلطة مشابه لحملات المؤامرة مثل QAnon وبيسيغيت، من بين آخرين. وصف كوهم هذه المجموعات بأنها تحمل "عقلية اليقظة القضائية مثل الحشود".

###### على وسائل التواصل الاجتماعي
وفقًا لخبيرة اليقظة الرقمية في جامعة ويسليان، ميشالي ثاكور، استخدمت مجموعات اليقظة فيسبوك في كثير من الأحيان كوسيلة للترويج لأنفسهم على الإنترنت. وقالت شركة وسائل التواصل الاجتماعي في بيان حول هذا الموضوع إنها تسمح بـ"استخدام الناس لفيسبوك ومنتجاتنا لزيادة الوعي حول [...] الأشخاص الذين قد يشكلون تهديدًا للأطفال"، ولكنها لا "تريد أن يستخدم الناس فيسبوك لتسهيل العنف اليقظي" أو كشف المعلومات الشخصية. بعد أن تم الاستفسار عن الموضوع من قبل NBC News في عام 2019، حظرت فيسبوك العديد من الحسابات المرتبطة باليقظة وأغلقت أحد المجتمعات المتعلقة باليقظة، على الرغم من أن بعض المجموعات ظلت على المنصة بعد موجة الحظر.
تم نشر العديد من مقاطع الفيديو المتعلقة باليقظة ضد البيدوفيليا على مواقع استضافة الفيديو. على يوتيوب، نشر اليقظون على الإنترنت مثل سكيتيرجيان عملياتهم، والتي تم تنسيقها على غرار برنامج لإلقاء القبض على Predator. على Kick، قام فيتالي زدوروفيتسكي وغيرهم من المذيعين ببث عملياتهم في الوقت الفعلي. في إحدى عمليات زدوروفيتسكي، جذب شخصًا كان قد سافر بنية لقاء قاصر إلى شقة، حيث قرر زدوروفيتسكي عدم الاتصال بالشرطة وبدلاً من ذلك قص شعره وحواجبه بطريقة قال إنها جعلته يبدو كالمهرج. أخبر الرجل أنه سيتركه يذهب إذا أكل شعره العاني، وفي النهاية تركه يذهب.
تم نشر العديد من المقاطع القصيرة لعمليات اليقظة على إنستغرام ويوتيوب، والتي يظهر فيها العديد من منشئي المحتوى في المواقع وهم يعتدون جسديًا على أهدافهم. وغالبًا ما تتم إزالة تلك المقاطع بسبب السياسات المتعلقة بالسلوك العنيف. قال زافيير فون إرك من Perverted Justice في عام 2024، حول المجموعات اليقظة الحديثة، "يبدو أن هناك دافعًا أكبر هذه الأيام لكشف هؤلاء الأشخاص لتعزيز مكانة الفرد على وسائل التواصل الاجتماعي أكثر من بناء منظمة يمكنها العمل مع الشرطة والحصول على اعتقالات".

##### العنف اليقظي

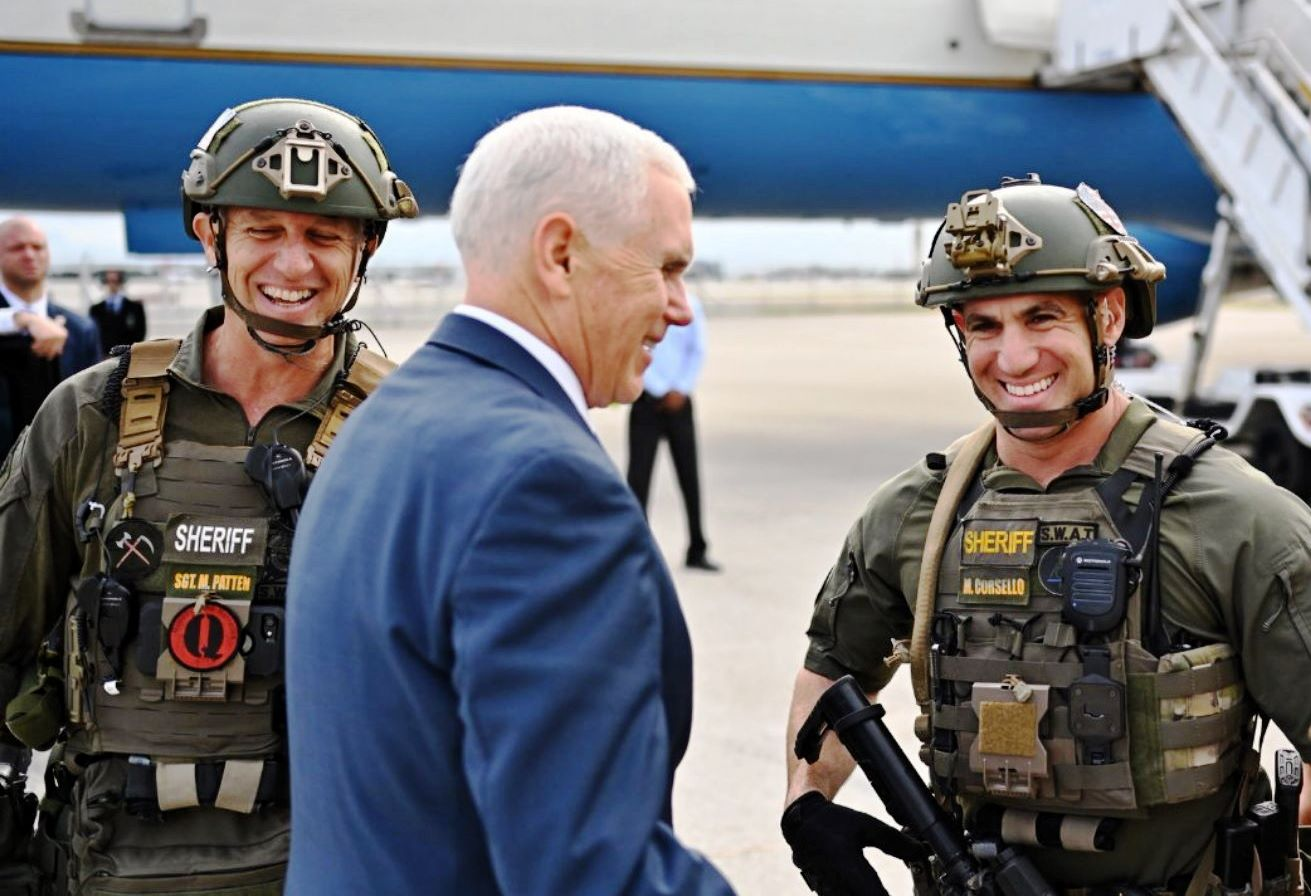
شرطي أمريكي (يسار) يرتدي شارة حمراء مرتبطة بـQAnon أثناء تقاطعه مع نائب الرئيس الأمريكي مايك بنس

تم الإبلاغ عن حالات عقاب وقتل اليقظين للبيدوفيليين في الولايات المتحدة والمملكة المتحدة، حيث تم استخدام مشاعر مناهضة للبيدوفيليا كمبرر لأعمال العنف. بعض الحركات اليمينية المتطرفة أيضًا تؤمن بنظرية المؤامرة التي تقول إن "المواطنين قد يضطرون إلى اللجوء إلى العنف من أجل إنقاذ بلدنا [من] بيدوفيليين يعبدون الشيطان". في عام 2013، ارتكب مسلح يميني متطرف وزوجته جريمة قتل مزدوجة ضد مرتكب جريمة جنسية ضد الأطفال وزوجته التي لم تكن مرتكبة لجريمة جنسية. في منشوره الذي كتبه قبل حدوث الجرائم، برر اليقظي قتل زوجة الرجل ببيان نية "تنقية النسب" من خلال قتل أفراد عائلات البيدوفيليين.

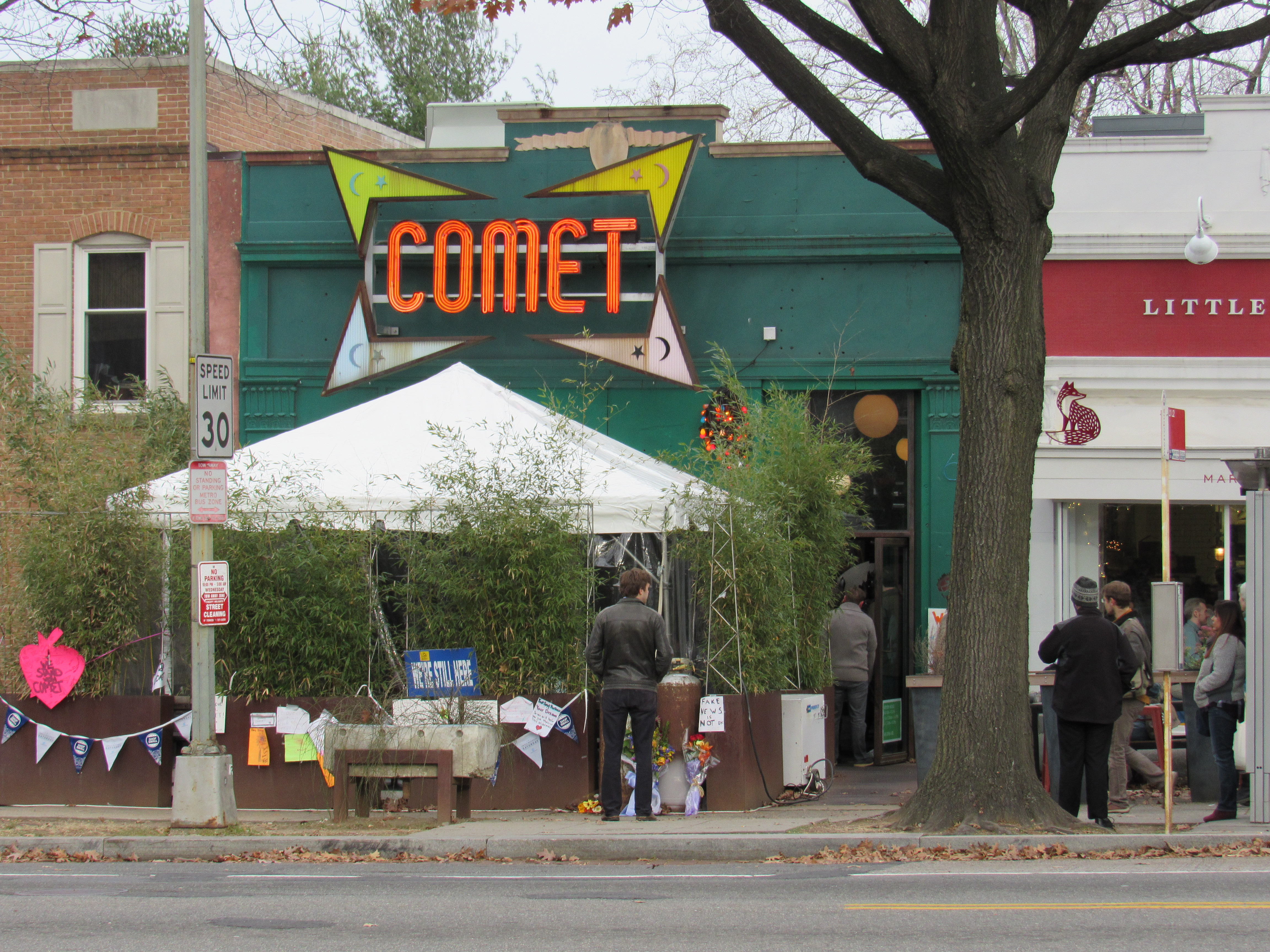
الموقع الذي وقع فيه إطلاق النار

في عام 2016، أطلق أب يبلغ من العمر 28 عامًا النار على بيتزا Comet Ping Pong في واشنطن بعد أن قام منظرو المؤامرة بالإبلاغ زيفًا عن أن المطعم كان مقرًا لشبكة الاتجار بالأطفال. كان الجاني، إدغار ويلش، من المؤمنين بنظرية المؤامرة "بيزاغيت"، التي تطورت في النهاية إلى QAnon، وهي نظرية مؤامرة تقول بوجود شبكة دولية من بيدوفيليين يعبدون الشيطان ويديرون شبكة عالمية للاتجار بالأطفال.

### في المملكة المتحدة

#### النشاط الإعلامي

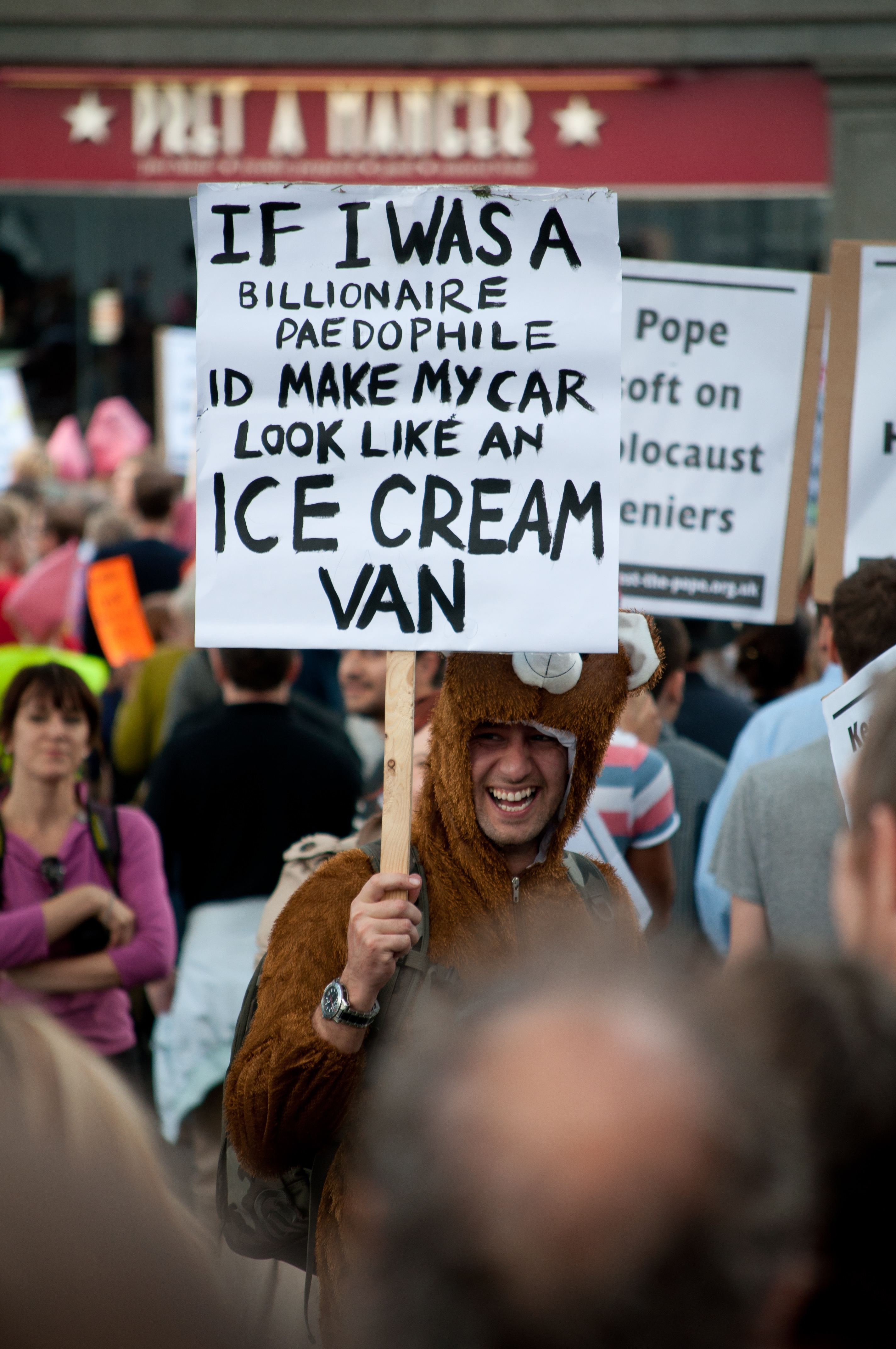
الأسطورة "شاحنة البيدوفيلي" تم تعزيزها بشكل متكرر من قبل وسائل الإعلام المعاصرة

بدأت وسائل الإعلام البريطانية في نشر أخبار عن البيدوفيليا وإساءة معاملة الأطفال بمعدلات مرتفعة في النصف الثاني من الثمانينات. في التسعينات والألفينات، كانت موضوع البيدوفيليا يناقش بشكل يومي من قبل الصحافة البريطانية، وغالبًا ما يتم التعامل معه بطريقة عاطفية، عمومية وخوف، وهو ما يظهر بشكل خاص في الصحافة التابلويد. بعض العناوين الصحفية في الصحافة التابلويد شملت "الشرير المريض يتسلل إلى الأماكن العليا" (من صحيفة ديلي ميرور)، "البيدو تم القبض عليه من خلال موقع منحرف" (The Sun)، "الوحش هو بيدو" (The Sun)، "ابنتي الشجاعة وضعت الوحش في القفص" (The Sun)، "البيدوفيليون لديهم أسلاك مشبوهة" (The Sun)، و "المتحرشون في الخارج" (ديلي ستار). كما استخدمت الصحف الكبرى نفس النوع من اللغة العاطفية، على الرغم من أنها أقل من الصحف التابلويد، حيث غالبًا ما يتم وصف البيدوفيليين بالوحوش والوحوش. كما قامت الصحف البريطانية بتعزيز أسطورة الخطر من الغرباء. في أعقاب جريمة قتل سارة باين في عام 2000، أطلقت الصحيفة التابلويد البريطانية نيوز أوف ذه ورلد عدة حملات مناهضة للبيدوفيليا تدعو إلى فرض قوانين حكومية أكثر صرامة.
تم إنتاج العديد من البرامج الوثائقية والعروض التلفزيونية التي تركز على البيدوفيليين في بريطانيا خلال العقد الأول من الألفية، بما في ذلك برنامج Dispatches: بيدوفيليون (قناة 4)، والشرطة تحمي الأطفال: البيدوفيليون المتنمرون (بي بي سي)، ولا مزيد من الضحايا (بي بي سي). ركزت بعض الإنتاجات، مثل The Woodsman, على حياة الجناة من معتدي الأطفال. في عام 2001، أنتج الكوميدي البريطاني كريس موريس حلقة بعنوان بيدوجيدون من براس آي، والتي سخرت من الطريقة التي تروج بها وسائل الإعلام لبيدوفيليا بطريقة مثيرة. أصبحت هذه الحلقة أكثر الحلقات المثيرة للجدل في تلك الفترة، حيث أشار الحكومة إلى نية زيادة الرقابة الإعلامية ودعت إلى سحب ترخيص قناة 4 للبث. تلقى عدة منتجين للبرنامج تهديدات بالقتل، كما تم الإبلاغ عن تهديدات بالقنابل في بعض استوديوهات القناة. تم بث الحلقة مرة أخرى في مايو 2002، وحققت 1.5 مليون مشاهد (زيادة قدرها 200,000 مقارنة بالبث الأول).

##### حملة "الاسم والعار"
في يوليو 2000، بدأت صحيفة نيوز أوف ذا وورلد البريطانية البارزة، التي يملكها قطب الإعلام روبرت مردوخ، حملة بعنوان "الاسم والعار"، حيث نشرت الصحيفة هويات وعناوين عدة رجال تمت إدانتهم بجرائم جنسية ضد الأطفال. خلال أسبوعين من إطلاق الحملة، وقعت عدة هجمات من قبل حشود غاضبة وتهديدات بالقنابل في أحد عشر مجتمعًا في إنجلترا واسكتلندا. استهدفت معظم الهجمات أشخاصًا تم تحديدهم خطأً كمعتدين على الأطفال، بما في ذلك البعض الذين لديهم أسماء مشابهة أو يشبهون المشتبه فيهم الذين ظهرت صورهم في الصحيفة.
خلال الحملة، اندلعت أعمال شغب شارك فيها 150 شخصًا في بليموث، حيث حمل المشاركون لافتات تحمل عناوين من صحيفة نيوز أوف ذا وورلد، وهاجموا الشرطة ودمروا الممتلكات. في إحدى الحالات خلال الحملة، تعرض منزل طبيبة أطفال تبلغ من العمر 42 عامًا من منطقة غوينت للهجوم من قبل مجموعات يقظة أخطأت في فهم عنوانها المهني على أنه "بيدوفيليا". في بيركشاير، طاردت مجموعة من 15 شخصًا من اليقظة رجلًا يبلغ من العمر 29 عامًا وضربوه.
نظمت مجموعة من الأمهات من هامبشاير مسيرات ليلية وأقمن "تأبينات" بالقرب من منازل الأشخاص المدانين بجرائم جنسية. في بولسغروف، تم تعليق دمية بالحجم الطبيعي بينما كان المحتجون يرددون "سوف نشنق المنحرفين". في مانشستر الكبرى، تم محاصرة منزل رجل من قبل حشد مكون من 300 شخص، حيث كانوا يهتفون "بيدوفيلي، مغتصب، وحش، منحرف" في وجهه، وسحبوا طفلاً في السادسة من عمره إلى باب منزله وهم يسألون "هل تريد هذا؟". أسفر شغب عنيف في بورتسموث عن إشعال عدة سيارات بالنار وترك عائلات لمنازلها بسبب المخاوف الأمنية.
تم إدانة الحملة من قبل المسؤولين في الشرطة ومنظمات حقوق الإنسان، كما انتقدها وزير وزارة الداخلية البريطانية بول بوتينغ. بعد أن وعدت بالكشف عن أسماء 100,000 شخص، تم إغلاق حملة "الاسم والعار" في أغسطس بعد أن كشفت عن 82 فردًا وأصدرت عددين فقط من الصحيفة.

##### النشاط الإعلامي من قبل الصحافة المحلية
في التسعينيات، أثارت الصحف المحلية العديد من الاحتجاجات ضد البيدوفيليين في المملكة المتحدة، وكانت العديد من العناوين الوطنية قد تم الإبلاغ عنها في البداية من قبل الصحف المحلية. غالبًا ما استخدمت هذه الصحف لغة استفزازية لتشجيع الاحتجاجات. بعض العناوين من الصحافة المحلية تضمنت "أمهات أنغس في حالة تأهب بسبب الجاني الجنسي المحلي" (Press and Journal, 1998)، "الآباء يحاصرون منزل المعتدي" (Press and Journal، 1997) و"الذعر يضرب المدينة بسبب المنحرفين" (بلفاست تليغراف، 1997). تقرير من مانشستر إيفنينغ نيوز تضمن صورة لجاني جنسي في سيارته المكسورة بعد أن أفادت الصحيفة بأن "حشدًا من اليقظة قد عبر عن غضبه".
في نفس العقد، تولت بعض الصحف المحلية مهمة كشف المعتدين على الأطفال للمجتمعات المحلية، مما أدى إلى هجوم الحشود عليهم وعلى أفراد عائلاتهم. في بعض الحالات، تم مهاجمة الفنادق، أحيانًا حتى عندما لم يكن هناك معتدون على الأطفال يقيمون فيها. في إحدى الحالات، تم إحراق منزل زوجة وطفل جاني جنسي. في عام 1997، توفيت فتاة صغيرة عندما تم إحراق المنزل الذي كانت فيه بواسطة حشد من اليقظة. تم إخراج امرأة تبلغ من العمر 81 عامًا من منزلها بعد أن نشرت بريمنغهام إيفنينغ ميل عنوانها مرتين حيث كانت تعيش مع ابنها الجاني الجنسي. كما أفادت صحيفة ذا صنداي تايمز في عام 1997 عن "30 حالة حيث تم ضرب رجال واهانتهم من قبل عصابات بعد أن تم الشك فيهم ظلمًا بأنهم اعتدوا على الأطفال".

#### اليقظة الإلكترونية
كان هناك 191 مجموعة يقظة ضد البيدوفيليا في عام 2019، بعد خمس سنوات من إصدار فيلم صائد البيدوفيليين في عام 2014. تم تصنيف الأنشطة التي قامت بها هذه المجموعات من قبل الأكاديميين كأشكال تعبيرية من اليقظة الرقمية (المعروفة أحيانًا بـ ديجيليانتيسم)، حيث يحاول اليقظون تصوير أنفسهم في ضوء إيجابي للمجتمع. وصف الباحث جيمس فاريل "صيد البيدوفيليين" في المملكة المتحدة كنوع من "العرض" الذي يُقدّم للجماهير على الإنترنت. في تحليلاتها لـ صائد البيدوفيليين، وصفت إلين كامبل أنشطة هذه المجموعات بأنها "مسرحيات صغيرة للعقاب".
تعرض الأشخاص المستهدفين من قبل مجموعات اليقظة للعنف الجسدي والمضايقات، وتوفي بعضهم منتحرين بعد اتهامهم بجرائم جنسية. كما تم توثيق تجربة أفراد أسر الذين استُهدفوا من قبل هذه المجموعات للنبذ الاجتماعي، والإذلال، والصدمات النفسية. تم إدانة مجموعات اليقظة ضد البيدوفيليا على نطاق واسع من قبل الشرطة، كما تم وصفها بأنها تضر بالتحقيقات الشرطية بسبب سوء التعامل مع الأدلة. وفقًا لـ بي بي سي، كان 150 من أصل 302 محاكمة متعلقة بتجنيد الأطفال في عام 2017 تتضمن أدلة تم الحصول عليها من قبل مجموعات اليقظة. اعتبارًا من عام 2020، كان هناك حوالي 90 مجموعة يقظة في المملكة المتحدة.
قال محاضر في كلية القانون بجامعة إيست أنجليا جو بيرشهاوس أن اليقظين ضد البيدوفيليا قد "صنعوا الجريمة"، وقاموا بتنفيذ العقوبات، وعرضوا حقوق أهدافهم في محاكمة عادلة للخطر. في ورقته الأكاديمية، قال بيرشهاوس أن هذه المجموعات قد نفذت "هجمات مستمرة عبر وسائل التواصل الاجتماعي على الجناة المزعومين وأفراد عائلاتهم". وأضاف أنه قد "تجاهلت" وكالات الحكومة البريطانية، وأحيانًا قدمت موافقة ضمنية، على الطرق التي تم بها جمع الأدلة من قبل مجموعات اليقظة.
استخدمت بعض المجموعات البريطانية للأدلة ضد أهدافها بغرض الابتزاز، مما دفع الأشخاص الذين تم اتهامهم بجرائم جنسية إلى أجهزة الصراف الآلي لابتزاز أموالهم. قال رئيس الشرطة سايمون بيلي في عام 2020 أن تلك المجموعات قد "أدت إلى تعرض أشخاص للابتزاز، وآخرين للضرر الجسدي الكبير، واتهمت الأشخاص الخطأ، وأدت إلى انتحار بعض الأشخاص نتيجة التدخلات، ودمّرت حياة الأسر، باسم ماذا؟ إعجابات في فيسبوك."

### في روسيا

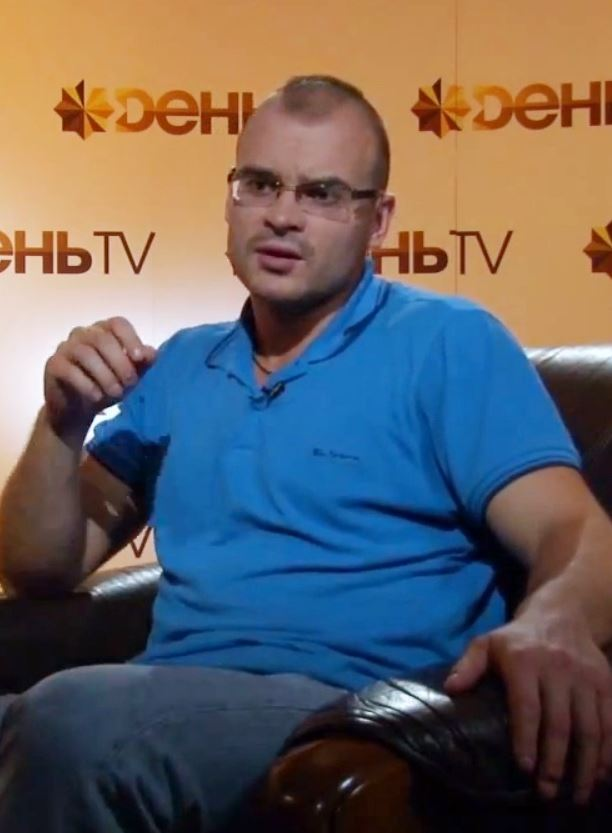
مارتسينكيفيتش في عام 2012

في عام 2012، أطلق النازي الروسي الجديد ماكسيم مارتسينكيفيتش مشروع "احتلال البيدوفيليا"، حيث كان اليقظون النازيون الجدد يتنكرون في صورة فتيان صغار على الإنترنت لجذب الرجال البالغين، الذين كان يتم إجبارهم بعد ذلك على كشف هويتهم وعنوانهم أمام الكاميرات. في بعض الحالات، كان اليقظون يكتبون "تباً للمثليين" أو يرسمون علم قوس قزح على جبهة أهدافهم، الذين كانوا يتعرضون أحياناً للصراخ عليهم، أو ضربهم، أو حلق رؤوسهم، أو إجبارهم على شرب البول، من بين أشكال أخرى من التعذيب. غالباً ما كان "احتلال البيدوفيليا" يخلط بين المثلية الجنسية والبيدوفيليا.

### في كندا
قال عالم الجريمة الكندي ويد ديسيمان، الذي درس مجموعات اليقظة ضد البيدوفيليا في كندا، إن العديد من هذه المجموعات تتشكل من الناجين من الاعتداءات الجنسية. وأضاف أن هذه المجموعات، التي وصفها بأنها تشبه "العصابات"، قد تغذت من "فقاعة الهستيريا". وقال: "إنه مثل أننا عدنا إلى العصور الوسطى حيث يأتي الناس مشهرين المشاعل".
في عام 2017، أفادت تحقيقات برنامج W5 أن مجموعة اليقظة ضد البيدوفيليا الكندية Creep Catchers قد تلاعبت برسائل الدردشة من أجل إدانة أهدافها، الذين كانوا يُنشرون هويتهم بعد ذلك على الإنترنت من قبل المجموعة. في عام 2016، توفيت امرأة بسبب الانتحار بعد أن تم مواجهتها من قبل المجموعة، كما تم اتهام شخص آخر ظلماً بارتكاب جرائم جنسية من قبل المنظمة. وصف أستاذ القانون الكندي بنيامين بيرين عمليات مجموعة "Creep Catchers" بأنها "العدالة كترفيه".
في عام 2023، تم اعتقال عدة أعضاء من مجموعة يقظة في كيبيك بتهم تتعلق بالحجز غير القانوني، والتحرش، وتوزيع المواد الإباحية للأطفال. وفقاً للشرطة، كانت أنشطة المجموعة تشمل نقل مواد إباحية للأطفال لاستدراج أهدافها عبر وسائل التواصل الاجتماعي.

### في ألمانيا

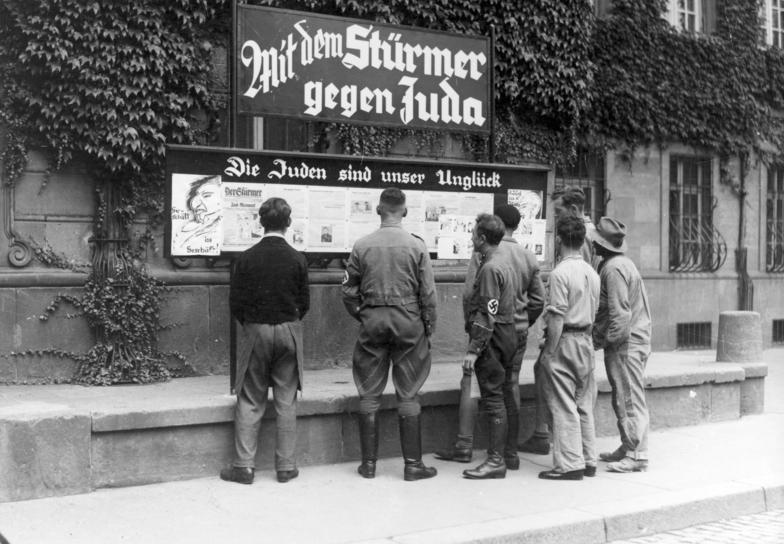
رجال يقفون أمام صندوق إعلانات Der Stürmer، 1935

أثناء فترة النظام النازي، تم إعادة تشكيل الخطاب الموجود مسبقاً حول البيدوفيليا بواسطة السرديات النازية المتعلقة بكفاح الحكومة ضد الجريمة والمثليين واليهود. في ذلك الوقت، كان المروجون السياسيون يقدمون البيدوفيليا في كثير من الأحيان كظاهرة مرتبطة باليهود أو المثليين بشكل خاص. كانت الصحيفة الألمانية دير شتورمر تُستخدم في كثير من الأحيان لتعزيز الاتهامات بالاعتداء الجنسي على الأطفال من قبل اليهود، وفي بعض الحالات كانت تدعو ضمناً إلى العنف ضد الجناة المزعومين. وقد تم استغلال السردية الخاصة بحماية الأطفال، وخاصة "الأطفال الآريين"، من الاعتداء الجنسي ضد المثليين، والأشخاص ذوي الإعاقة، والأشخاص الذين يُعتبرون "مناهضين للمجتمع".
في القرن الواحد والعشرين، استخدمت الجماعات اليمينية المزيد من الاستغلال للخطاب القائم حول البيدوفيليا ضد الأقليات مثل المثليين والمتحولين جنسياً. اعتمد العديد من هذه الجماعات أيضاً على السردية الأمريكية لمؤامرة Qanon التي انتشرت بين الجمهور الناطق بالألمانية خلال أزمة كوفيد-19، بالإضافة إلى نظريات مؤامرة أخرى تتعلق بعصابات البيدوفيليا.
في عام 2010، تم انتقاد برنامج تلفزيوني يُعرض فيه البيدوفيليون ويُكشف عن هويتهم من قبل منظمات حماية الأطفال والمسؤولين الحكوميين بعد أن اختفى شخص تم الكشف عن هويته على الإنترنت، حيث قالت عائلته إنه ربما يكون قد انتحر. كان البرنامج من تقديم ستيفاني تسو غوتنبرغ وعُرض على قناة التابلويد RTL2.

### في هولندا
تم الإبلاغ عن حوالي 250 حادثة نشاطات لصيد البيدوفيليين من قبل مجموعات vigilante إلى السلطات الهولندية بين يوليو ونوفمبر 2020. بعد أن تم ضرب رجل يبلغ من العمر 73 عامًا حتى الموت من قبل مجموعة من المتصيدين في نوفمبر من نفس العام، أصدرت الشرطة بيانًا ضد التفويض الشعبي ضد البيدوفيليا. في حالة أخرى، اتهم أحد المتصيدين المجهولين المعروف باسم "إيرين ج." رجلًا بمحاولة مقابلة مراهق وأجبره على أداء عشرة تمارين ضغط كعقاب. وكان هذا المتصيد نفسه قد تم إدانتُه في السابق بالتعدي على الملكية، والتشهير، والاعتداء بعد أن اقتحم منزل أحد أهدافه في عام 2021.
في عام 2023، تم اعتقال رجل هولندي والتحقيق معه من قبل الشرطة بعد أن صرح أنه بيدوفيلي. وبعد أن تلقى تهديدات بالقتل، نشرت الشرطة بيانًا تحث فيه على الامتناع عن التصدي الشعبي.

### في البرازيل

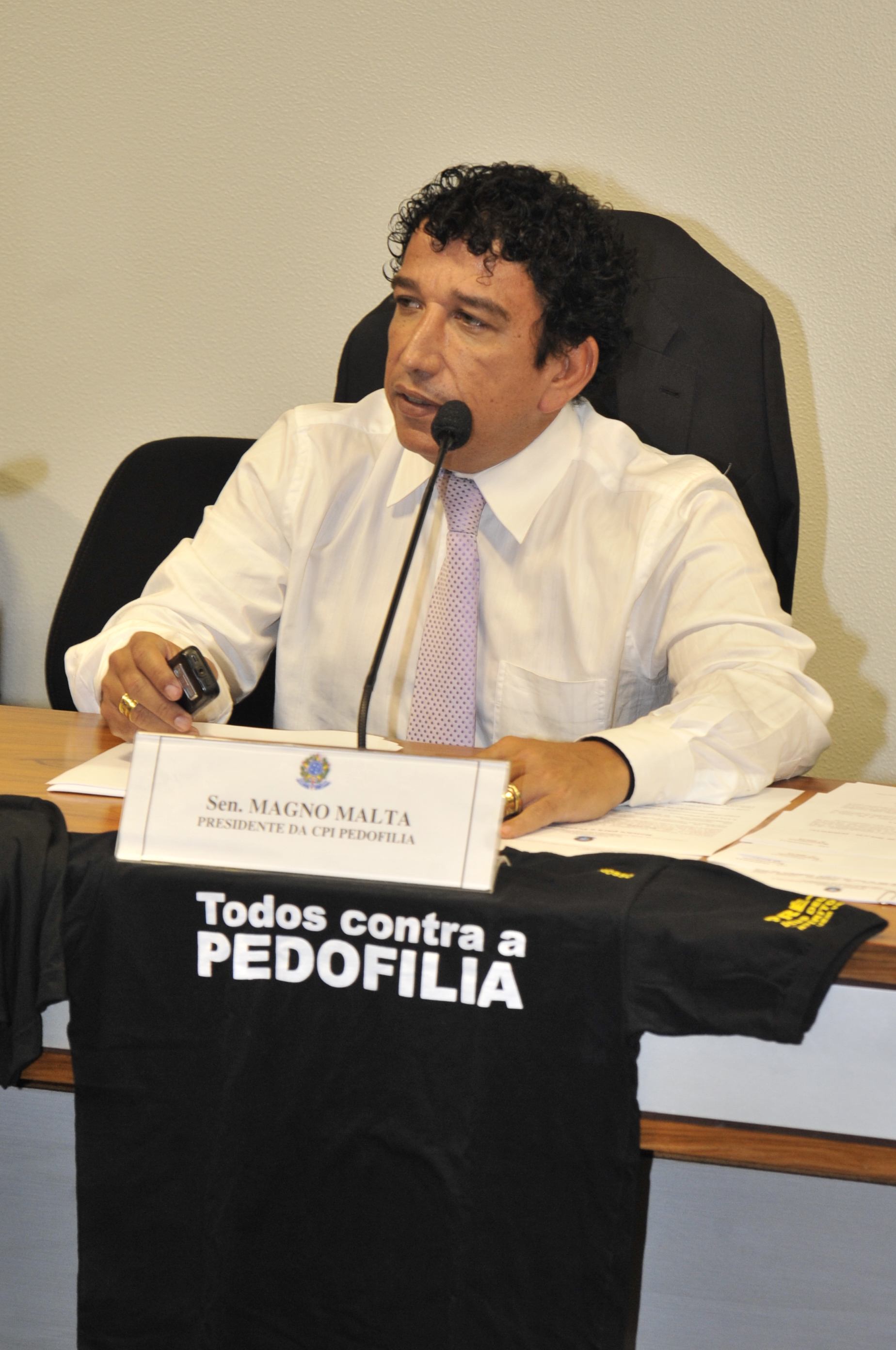
ماغنو مالطا خلال لجنة فدرالية في مايو 2010

بدأ الجانب الجنسي من الاعتداء على الأطفال يكتسب أهمية في البرازيل في أواخر التسعينات. بحلول منتصف العقد الأول من القرن 2000، بدأ موضوع المواد الإباحية للأطفال على الإنترنت يكتسب شهرة أيضًا. في عام 2008، أطلق مجلس الشيوخ الفيدرالي لجنة تحقيق برلمانية للتحقيق في موضوع "البيدوفيليا على الإنترنت"، والتي استمرت حتى عام 2010. كانت اللجنة بقيادة السيناتور الإنجيلي ماغنو مالطا، الذي وصف جهوده بأنها "حملة ضد البيدوفيليا". أسفرت اللجنة عن تجريم المواد الإباحية للأطفال على مستوى البلاد، وكذلك عن مطالبة مزودي الإنترنت ووسائل التواصل الاجتماعي بتوفير معلومات سرية عن المستخدمين إلى السلطات البرازيلية عند طلبهم. في البداية كان مالطا ينوي تمرير مشروع قانون يجرم الأفكار والرغبات الجنسية البيدوفيلية، لكن هذا الهدف تم إغلاقه في النهاية من قبل مستشاري اللجنة.
تم تأسيس لجنة تحقيق برلمانية أخرى على مستوى الولاية بشأن البيدوفيليا من قبل الجمعية التشريعية لولاية بارا في عام 2008.

### في أستراليا
بعد صعود مجموعات المتصيدين على الإنترنت في الخارج، تم تأسيس مجموعات "صيادي البيدوفيليين" عبر أستراليا. وذلك رغم وجود بعض القضايا القانونية المتعلقة بالموضوع.
تم الإبلاغ عن أن عصابات معادية للمثليين من المراهقين قد قدّمت نفسها كصيادي بيدوفيليين للمشاركة في الاعتداء على المثليين. بدلاً من استهداف الأفراد الذين كانوا ينتهكون القانون بشكل واضح، كانت هذه العصابات تجبر المثليين على الاعتراف بأنهم بيدوفيليون وتنظيم اجتماع ليتم تعذيبهم وسرقتهم. أعضاء هذه العصابات يحملون نظرية مؤامرة تجنيد المثليين التي تدعي زورًا أن المثليين هم بيدوفيليون.

## الأنشطة الحكومية والشركات

### الشرطة على الإنترنت
مع انتشار الإنترنت في المملكة المتحدة ومنظمة منظمة التعاون الاقتصادي والتنمية، أصبحت الإجراءات القضائية ضد مرتكبي الجرائم الجنسية ضد الأطفال أكثر استبعادًا وانتقامًا، مع تصعيد العقوبات، وتقليص الحقوق القانونية، وزيادة الأوامر والقيود التقديرية. وفقًا لـMajid Yar، فإن المشاركة الواسعة للجهات الفاعلة غير الحكومية مثل مزودي خدمات الإنترنت، شركات وسائل التواصل الاجتماعي والمنظمات الخاصة الأخرى في مراقبة الأنشطة المتعلقة بالبيدوفيليا على الإنترنت "تتجاوز بشكل فعال المشاركة المباشرة للجهات الحكومية" في مثل هذه التحقيقات، مما يترك الشرطة "بعيدة عن الحدث".

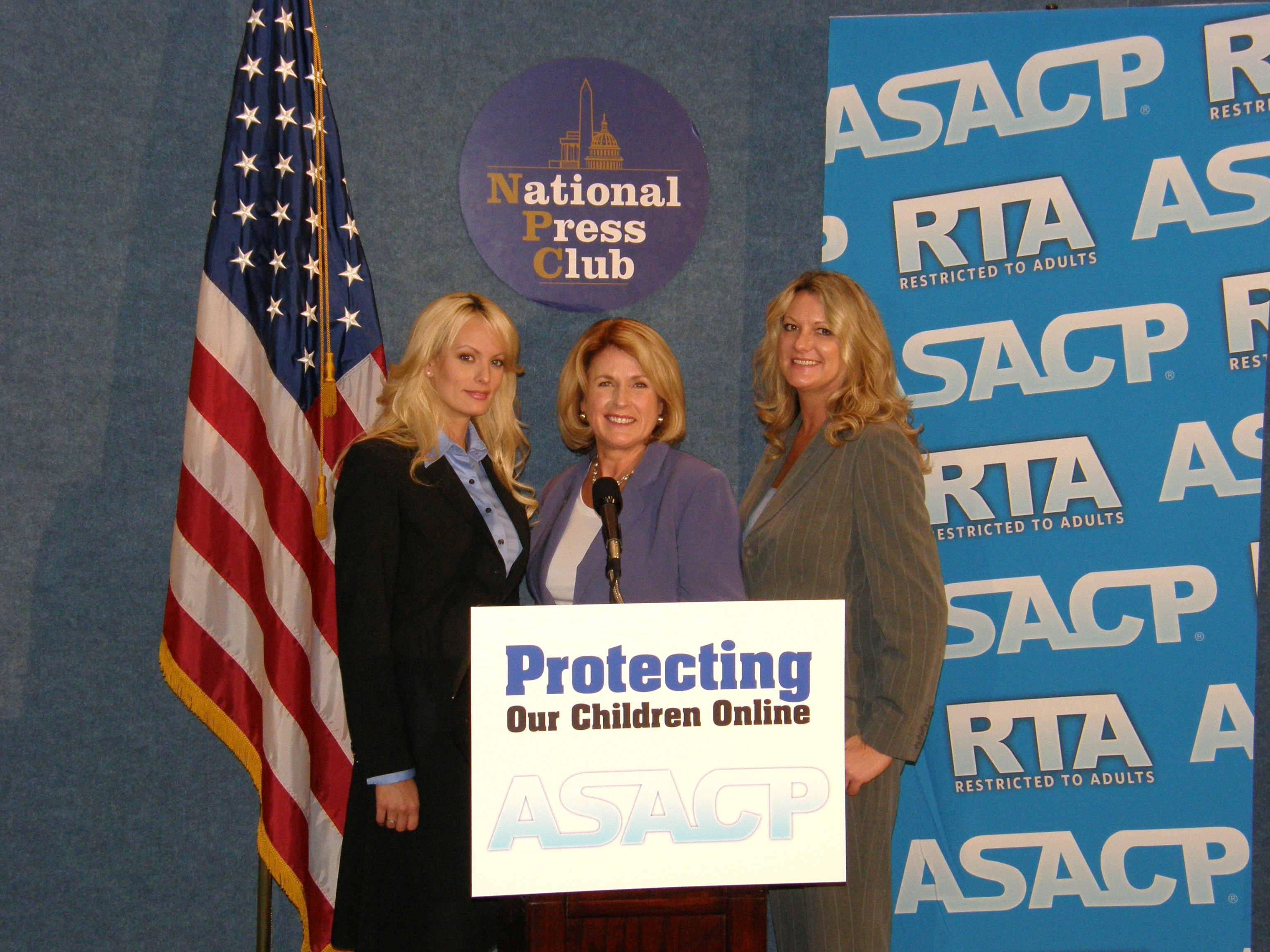
Stormy Daniels، Joan Irvine، و Joy King في مؤتمر ASACP في 2008

في المجتمع البريطاني، يتكون النظام الموزع للشرطة ضد البيدوفيليا على الإنترنت من سجلات مرتكبي الجرائم الجنسية، والمنظمات الشرطية العامة والخاصة العابرة للحدود (مثل ECPAT، جمعية المواقع المدافعة عن حماية الأطفال (ASACP)، مؤسسة مراقبة الإنترنت، ومقدمي خطوط الهاتف في أوروبا)، وحدات الشرطة الوطنية (مثل وحدة حماية الأطفال على الإنترنت) وبرمجيات "مكافحة البيدوفيليا" (مثل Net Nanny، Cyber Sitter و Safe Eyes).
يتطلب القانون الأمريكي من شركات وسائل التواصل الاجتماعي مثل فيسبوك، تويتر ويوتيوب الإبلاغ عن حالات المواد الإباحية للأطفال التي يتم تحميلها على خدماتهم. وأفاد تقرير من المركز الوطني للأطفال المفقودين والمستغلين أن المنظمة قد تلقت مليون تقرير شهريًا عن المواد الإباحية للأطفال على الإنترنت في عام 2019 ومليوني تقرير في العام التالي.
الاتحاد الأوروبي ناقش في عام 2023 مجموعة من اللوائح التي ستجبر شركات وسائل التواصل الاجتماعي على مسح رسائل المستخدمين الخاصة بحثًا عن المواد الإباحية للأطفال. تم وصف هذه اللوائح من قبل مئات من الأكاديميين والخبراء على أنها تهدد خصوصية المستخدمين وتضر بالديمقراطية، حيث قال المشرف الأوروبي لحماية البيانات إنها ستؤدي إلى مسح غير مميز للبيانات الخاصة لمواطني الاتحاد الأوروبي.

### القتل والإخصاء للبيدوفيليين
بعض الدول مثل كوريا الجنوبية، إندونيسيا وكازاخستان، بالإضافة إلى بعض الولايات الأمريكية، أصدرت قوانين تطلب الإخصاء الكيميائي أو الجراحي للبيدوفيليين.
في مايو 2023، وقع حاكم فلوريدا رون ديسانتيس مشروع قانون يتيح إمكانية تطبيق عقوبة الإعدام على اغتصاب طفل تحت سن الثانية عشرة، على الرغم من أنه سيكون غير قابل للتنفيذ قضائيًا ما لم يتم نقض قضية كينيدي ضد لويزيانا. في عام 2024، أصدرت ولاية تينيسي قانونًا مشابهًا.
وفقًا لمكتب الإحصاء الفيدرالي للعدالة، كان حوالي 83,000 من نزلاء السجون الحكومية في الولايات المتحدة من مرتكبي الجرائم الجنسية ضد الأطفال. وقد تعرض بعض أفراد هذه الفئة للاستهداف وأحيانًا القتل على يد نزلاء آخرين. أشار تقرير لوكالة أسوشيتد برس إلى أنه على الرغم من أن مرتكبي الجرائم الجنسية الذكور يشكلون 15% من سكان السجون في كاليفورنيا، إلا أنهم مثلوا ثلث ضحايا جرائم القتل الـ78 في الولاية بين عامي 2007 و2015.

### تسجيل مرتكبي الجرائم الجنسية

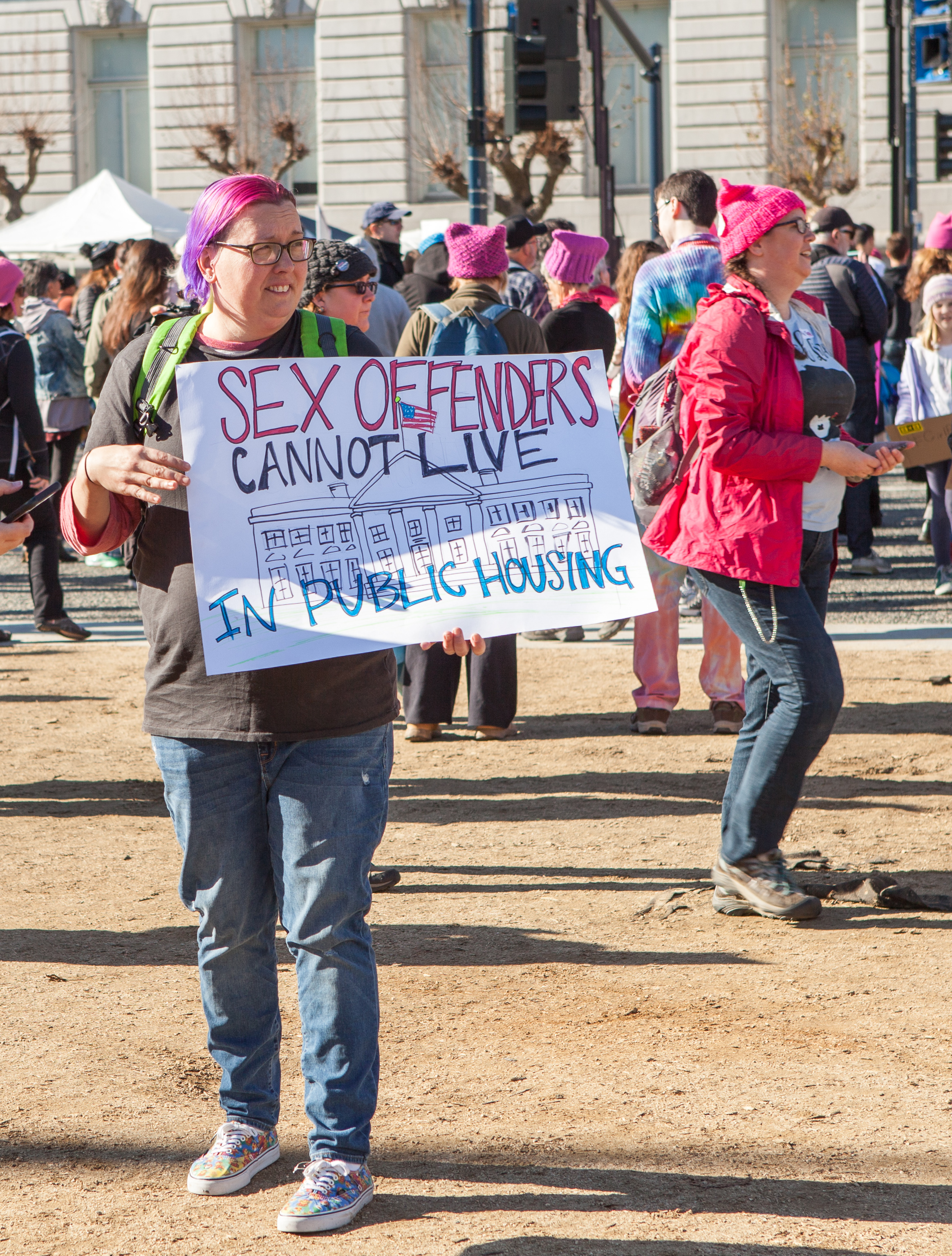
محتج في كاليفورنيا يحمل لافتة مكتوب عليها "لا يمكن لمرتكبي الجرائم الجنسية العيش في الإسكان العام"

بعد سلسلة من قضايا اختطاف الأطفال واغتصابهم الشهيرة في الثمانينيات والتسعينيات، قامت عدة ولايات أمريكية بإصدار قوانين تتعلق بالمعتدين الجنسيين وتسجيلهم المدني، بالإضافة إلى إنشاء مناطق خالية من البيدوفيليين. في عام 1996، وقع الرئيس الأمريكي بيل كلينتون قانونًا يطالب جميع الولايات الأمريكية بإنشاء سجل عام لمرتكبي الجرائم الجنسية في كل ولاية.
هناك القليل من الأدلة العلمية على أن قوانين تسجيل مرتكبي الجرائم الجنسية الأمريكية والسياسات ذات الصلة قد تكون فعالة في ردع الجرائم الجنسية، ودستورية هذه القوانين محل جدل. على الرغم من الاعتقادات الشعبية، فإن مرتكبي الجرائم الجنسية لديهم معدلات ارتكاب الجرائم المتكررة أقل من أنواع المجرمين الآخرين.

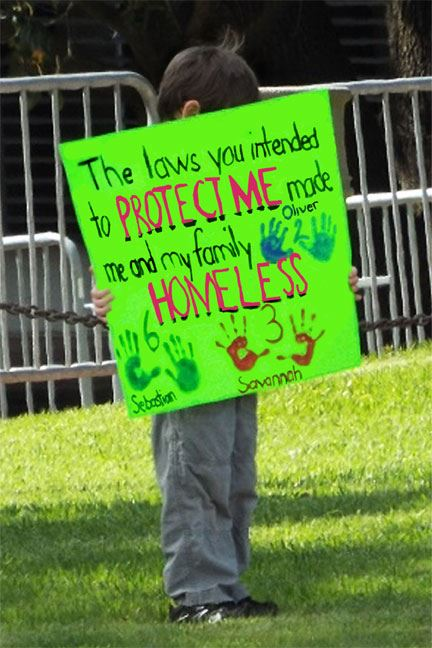
طفل في احتجاج ضد السياسات الصارمة لمرتكبي الجرائم الجنسية في فلوريدا

تم تنفيذ قوانين تسجيل مرتكبي الجرائم الجنسية أيضًا في المملكة المتحدة بعد عام 1996. أدى إدخال هذه القوانين إلى حدوث نقاشات حول مراقبة ومتابعة المسجلين، وكذلك حقوقهم في السكن (التي كان يتم الطعن في قانونيتها) وما إذا كان ينبغي أن تكون هذه السجلات مفتوحة للجمهور. كان رفض الحكومة البريطانية جعل سجلات مرتكبي الجرائم الجنسية علنية أحد العوامل التي أدت إلى حملة اسم وعيب لصحيفة News of The World في عام 2000.
تشمل الدول الأخرى التي أصدرت قوانين لتسجيل مرتكبي الجرائم الجنسية أستراليا وكندا وفرنسا واليابان وكوريا الجنوبية.

## المواقف المجتمعية
وفقًا للبحوث، يعتقد جزء كبير من المجتمع العام أن البيدوفيليين يجب أن يُعاقبوا بغض النظر عن ما إذا كانوا قد ارتكبوا أي جريمة أم لا. كما أظهرت الأبحاث أن المواقف السلبية تجاه البيدوفيليا كان لها تأثير ضار في الوقاية من الاعتداء الجنسي على الأطفال.
في مسح كبير أُجري في ألمانيا، أجاب 14% من المشاركين بأن البيدوفيلي المعني ينبغي أن يكون ميتًا، وأيد 39% سجنهم على الرغم من أن المعلمين قد صرحوا بشكل صريح أن البيدوفيلي المذكور لم يرتكب أي جريمة. أظهرت عينة إنجليزية أخرى أن 27% و49% من المشاركين أجابوا بالمثل بشأن الموت والسجن للبيدوفيليين على التوالي. بالمقارنة، أجاب 21% و8% من العينة الإنجليزية بالمثل بشأن الأشخاص الذين يعانون من اضطراب الشخصية المعادية للمجتمع. كما أفادت الأبحاث أن الناس يميلون إلى رغبتهم في عزل البيدوفيليين اجتماعيًا أكثر من المجموعات الأخرى من الناس الذين سلوكهم أكثر عرضة للمخاطرة بحقوق الآخرين، مثل مدمني الكحول.
على الرغم من أنه لا يوجد ارتباط جوهري بين البيدوفيليا والاعتداء الجنسي على الأطفال، وأن ما يصل إلى 80% من الأشخاص المسجونين بسبب جرائم الاعتداء الجنسي على الأطفال ليسوا بيدوفيليين، فإن الارتباط المدرك بين الاثنين بين الناس العاديين كان عاملًا رئيسيًا في تفاقم المواقف الاجتماعية السلبية تجاه البيدوفيليا. علاوة على ذلك، فإن الفكرة المفندة التي تقول إن البيدوفيليين يمكنهم اختيار الأشخاص الذين يجدونهم جذابين جنسيًا، والتي اتفق عليها ثلث المشاركين في إحدى الدراسات، قد تم الإبلاغ عنها أيضًا كعامل في المواقف السلبية والعقابية ضد البيدوفيليا. يتفق هذا مع الافتراضات الأساسية لنظرية الإسناد، التي تفترض أن المقصد المدرك للشخص يرتبط إيجابيًا بتخصيص اللوم له من قبل الجمهور العام.
في عينة بريطانية من عام 2004، تم أخذها بعد حملة "الاسم والعار"، اعتقد 58% من المشاركين أن الصحافة قد خلقت "مطاردة الساحرات" ضد البيدوفيليين. هذا الاستجابة تتماشى مع الأدبيات الأكاديمية التي تشير إلى أن الصحافة البريطانية قد خلقت وعززت حالة من الذعر الأخلاقي في البلاد في ذلك الوقت. نفس النسبة من المشاركين اتفقت أيضًا على أن البيدوفيليين "أشرار".

## قائمة مجموعات اليقظة

### بيرفيرتد-جاستس
كانت بيرفيرتد-جاستس مجموعة مناهضة للبيدوفيليا تهدف إلى كشف وإدانة البالغين الذين يطلبون ويقومون بتربية القاصرين على الإنترنت. كانت بيرفيرتد-جاستس تواجه العديد من المشكلات في تقديم سجلات الدردشات بطريقة تمر بالتحقيقات القانونية. تعاونت بيرفيرتد-جاستس مع برنامج إن بي سي التلفزيوني داتلاين في فقرته Catch A Predator التي قدمها كريس هانسن، وذلك لجذب المشتبه بهم في الجرائم الجنسية إلى منزل فخ باستخدام التفاعل معهم عبر الإنترنت والتظاهر بأنهم قاصرون.

### Jewish Community Watch
مراقبة المجتمع اليهودي هي منظمة عالمية مقرها مدينة نيويورك ولها مكتب في إسرائيل، وتركز على الوقاية من الاعتداء الجنسي على الأطفال في المجتمع اليهودي الأرثوذكسي. تلقت دعماً مختلطاً بشأن نشر أسماء المشتبه فيهم بالتحرش الجنسي على موقعها الإلكتروني الرئيسي. حيث احتوى العمود الذي يحمل عنوان "جدار العار" على أسماء الأشخاص المشتبه فيهم بالتحرش، وصورهم، وشهادات من الضحايا المزعومين.

### المتصيدون المفترسون
المصيدون المفترسون، هي مجموعة يقظة مقرها هيوستن، زعمت أنه اعتبارًا من عام 2022، قد أدت أنشطتها إلى اعتقالات في 27 ولاية أمريكية. كانت المجموعة مسؤولة عن فضح الكوميديان ومنشئ المحتوى براينت مورلاند، المعروف أكثر بلقب الإنترنت الخاص به EDP445، بسبب محادثاته المزعومة مع أحد عملائهم المتنكرين في عام 2021. تم حظر المجموعة بشكل دائم من يوتيوب بعد هذا الحدث بسبب انتهاكات السياسة.

### الآباء ضد المفترسات
إحدى المجموعات، "الآباء ضد المفترسات" [المعروفة أيضًا باسم DAP، Inc. أو D.A.P.] تأسست في أوهايو وتبدو نشطة في عدد من الولايات، وتستخدم أساليب مشابهة للمجموعات الأخرى في تنفيذ "عمليات الفخ" على مواقع وتطبيقات التعارف الاجتماعي. لقد تم انتقادهم من قبل سلطات القانون في عدة مناسبات بسبب الأساليب المستخدمة في عمليات الفخ. تميل DAP إلى أن تكون أكثر عدوانية عند مواجهة المفترسين المزعومين، حيث يوبخونهم علنًا، مما يسبب مشهدًا، وأحيانًا حتى يتشاجرون معهم أو يقيدونهم جسديًا، على الرغم من أن أي تلامس جسدي عادة ما يبدأ أولًا من المفترس المزعوم. تم انتقادهم على نطاق واسع لاستخدامهم أساليب غير أخلاقية أو حتى خطيرة، ولا يشركون دائمًا سلطات القانون في عمليات الفخ، كما يفعل غيرهم من المجموعات. في إحدى المواجهات الفوضوية بشكل خاص، تم إطلاق النار على أحد أعضاء "الآباء ضد المفترسات" داخل متجر تارجت في وينستون-سالم، كارولاينا الشمالية. وفقًا للرجل المزعوم أنه أطلق النار، ادعى أن ثلاثة رجال اقتربوا منه داخل المتجر وبدأوا في الاعتداء عليه، وأثناء هذا الشجار أطلق رصاصة واحدة أصابت جاي سي. كارنيكوم من فريموو، أوهايو قبل أن يتم نزع سلاحه من قبل عضو آخر في المجموعة. أصابت الرصاصة كارنيكوم في ساقه، على الرغم من أن الجرح لم يكن قاتلًا أو خطيرًا بشكل خاص حيث لم يسعى كارنيكوم إلى العلاج الطبي حتى بعد يوم من الحادث. تم إصدار أوامر اعتقال ضد الرجال الثلاثة الذين نفذوا هذه المواجهة في ولاية كارولاينا الشمالية بسبب الشجار. تم طرد "الآباء ضد المفترسات" من العديد من سلاسل التجزئة نتيجة لمواجهاتهم المزعجة والصاخبة والعنيفة في كثير من الأحيان. كما تم اتهام "الآباء ضد المفترسات" بدور في ثلاث حالات انتحار على الأقل قام بها مفترسون مزعومون تم مواجهتهم من قبل D.A.P قبل وفاتهم.
رجل من ميشيغان من بونتياك يُدعى روبرت واين لي، 40 عامًا، المعروف بلقب "بوباك شاكور" على الإنترنت، تم إطلاق النار عليه وقتله داخل مطعم في مقاطعة أوكلاند خلال مواجهة بدأت نتيجة لعملية "فخ" ضد المفترسين على الإنترنت. يُزعم أنه عندما واجه لي شابين [17 و18 عامًا] داخل المطعم، أخرج أحد الرجال سكينًا بينما سحب الآخر مسدسًا بعد أن ضرب لي أحد الرجال. بعد أن أصبحت المواجهة جسدية، تم إطلاق النار على لي عدة مرات من قبل الرجل الأصغر سنًا وتم نقله إلى المستشفى حيث توفي لاحقًا متأثرًا بجروحه. ترك لي وراءه ابنتين وابنًا، وكان يزعم أن أبناءه هم من ألهموه للمشاركة في أنشطته اليقظية. كان لي معروفًا على الإنترنت بسبب يقظته العدوانية، حيث كان يهاجم المفترسين المزعومين جسديًا، ويخرب ممتلكاتهم أو يثقب إطارات سياراتهم لكي لا يتمكنوا من مغادرة المنطقة. تم جمع أموال عبر GoFundMe لتغطية تكاليف جنازته. تم تتبع الشابين المشاركين في القتال المميت وإلقاء القبض عليهما لاحقًا.

### آخرون
مبادرة أخرى، "صائد المفترسين"، يرأسها ويندل كروث، تهدف إلى تتبع وكشف الأنشطة المتعلقة بالبورنوغرافيا للمفترسين الجنسيين المزعومين، كما ورد في مقابلة له مع محطة إذاعية مينيسوتا. لفتت أنشطة "صائد المفترسين" في السنوات السابقة المزيد من الانتباه، خصوصًا أنشطة برادلي ويلمان، الذي يتم وصف نشاطه المناهض للبيدوفيلية أدناه:

بين عامي 1997 و2001، كان براد ويلمان معروفًا بلقب "أومني-بوتنت"، وهو يقظ على الإنترنت كان يتتبع البيدوفيليين من خلال قضاء أكثر من 16 ساعة يوميًا في اختراق أجهزة الكمبيوتر من منزل والديه في لانغلي، وهي ضاحية تقع خارج فانكوفر. في النهاية، كان مسؤولًا عن اعتقال حوالي 40 بيدوفيليًا عبر كندا والولايات المتحدة. انتهت مغامرته الناجحة، وإن كانت غير مدفوعة ومؤقتة، كـ "مخبِر المواطن"، كما كان يُعرف من قبل الشرطة. ولكن أنشطته أثارت نقاشًا مكثفًا حول قانونية أساليبه.

كان يتحقق من مكان إقامة المشتبه بهم، ثم يرسل المعلومات إلى "صائد المفترسين"، وهي مجموعة مراقبة للمفترسين الجنسيين على الإنترنت، التي بدورها كانت ترسلها إلى مصادر أخرى للتحقق قبل إرسالها إلى الشرطة. "أعتقد أن الآباء في عدد من البلدان مدينون لأومنيبوتنت بفضل لما فعله"، كما يقول ويندل كروث، رئيس "صائد المفترسين". دعم "النهاية تبرر الوسيلة" هو مفهوم تؤيده "صائد المفترسين". "نحن لا نطلب من الناس القيام بالاختراق، ولكننا نعتبر أن أي معلومات نتلقاها تستحق استخدامها للإطاحة بالبيدوفيليين"، كما يقول كروث.
فرق "POP Squad" ("POP" تعني "مهاجمة المفترسين")، وهي مجموعة مقرها ولاية كونيتيكت، هي واحدة من عدة مجموعات مماثلة تعمل في الولايات المتحدة.

### قراءة إضافية
- Tippett, Anna (14 Nov 2022). "صعود صائدي البيدوفيليين: إلى أي مدى تعتبر مجموعات اليقظة على الإنترنت شكلًا منتجًا من أشكال الشرطة، والانتقام، والعدالة؟". Criminology & Criminal Justice (بالإنجليزية). 24 (4): 711–732. DOI:10.1177/17488958221136845. hdl:2299/27030. ISSN:1748-8958. Archived from the original on 2024-03-01.
- Bell, Vikki (2002). "الأب اليقظ والبيدوفيلي: حملة "نيوز أوف ذا وورلد" 2000 وأسلوب الحكومة المعاصر في التعامل مع إساءة معاملة الأطفال". Feminist Theory (بالإنجليزية). 3 (1): 83–102. DOI:10.1177/1460012002003001068. ISSN:1464-7001. Archived from the original on 2024-09-17.
- Chiang, Emily; De Rond, Mark; Lok, Jaco (9 Aug 2024). "الهوية في مجموعة "صائد البيدوفيليين" المستعارة: تحليل لغوي للوقوف في محادثات مجموعات فيسبوك". Applied Linguistics (بالإنجليزية). 45 (4): 599–620. DOI:10.1093/applin/amad034. ISSN:0142-6001. Archived from the original on 2024-08-23.
- Hussey, Emma; Richards, Kelly; Scott, John (2 Nov 2022). "صائدو البيدوفيليين وأداء الذكور على الإنترنت". Deviant Behavior (بالإنجليزية). 43 (11): 1313–1330. DOI:10.1080/01639625.2021.1978278. ISSN:0163-9625. Archived from the original on 2024-02-24.

## الروابط الخارجية
- قياس وتحليل نشاط P2P ضد المحتوى البيدوفيلي
- مؤسسة الإنترنت لمراقبة الإنترنت
- "طرق مكافحة الإرهاب المستخدمة عبر الإنترنت للقبض على البيدوفيليين" مقال من صحيفة "غارديان" البريطانية